# 非裔美國人民權運動
非裔美國人民權運動（英語：African-American civil rights movement）是美國民權運動的一部分，为非裔美国人为争取与白人同等的地位而发起的非暴力的群众性斗争运动。這個全國性政治運動除了黑人外，亦有不少白人支持。该运动起源于19世纪末期的美国重建时期，于1954年-1968年间到达高峰，以期终结美国的种族隔离制度、种族歧视以及对黑人的选举权剥夺。
1954年，历史转折点到来，第14任美国首席大法官厄尔·沃伦领导下的美國聯邦最高法院发起了一场自由主义“宪政革命（Constitutional Revolution）”，开始逐渐摧毁美国的种族隔离和种族歧视。沃伦法院作出了一系列里程碑式的判决，主要包括1954年的布朗訴托皮卡教育局案、1964年的亚特兰大之心汽车旅馆诉美国案以及1967年的洛文诉弗吉尼亚州案，这些判决禁止了公立学校和公立场所内的种族隔离、裁定包括弗吉尼亚州在内的17州反异族通婚法违宪。沃伦法院的判决还协助终结了美国南部各州的种族隔离法——吉姆·克劳法。
此外，1955年阿拉巴馬州蒙哥馬利市，黑人公民以全面罷乘來反對公車上的黑白隔離措施；1963年華盛頓的林肯紀念堂廣場聚集二十五萬名群眾反種族隔離，美國民權運動領袖馬丁·路德·金博士發表的演說《我有一個夢想》為民權運動的高峰；其他參與的人物還有麥爾坎·X等人。運動在1968年反越戰時達到最高峰，雖然同年马丁·路德·金和羅伯特·弗朗西斯·甘迺迪遭到刺殺，但運動成功促使南方廢除實行一個世紀的種族隔離。

## 事件源起
非裔美國人最初被带到美國，主要是在南方農場當農奴，以彌補當地勞動力短缺問題。理論上，林肯總統在1863年的解放宣言中，已經讓他們獲得了自由。在南北戰爭結束後，聯邦軍隊佔領南方期間（重建時期，1865年—1877年），黑人曾名義上獲得解放宣言所賦予的平等權利。然而黑人因為窮困及教育程度較低，為求經濟上的生存，必須再度依靠白人雇用，特別是當聯邦軍隊撤出南方後，黑人頓失聯邦法律的保護，其地位又陷入類似美國內戰前的狀況，南方白人支持的民主黨控制南方，實施不少種族隔離法律，黑人重新受到種族不平等待遇。
1896年美國聯邦最高法院作出「普萊西訴弗格森案」判決，確立對黑人採行「隔離但平等」措施合法，無異對南方黑人的人權造成嚴重的打擊，最高法院判決中有關「隔離」的部份被執行得十分徹底，但有關「平等」的部份則不然，導致南方出現更多種族隔離制度法令，甚至連在工廠、醫院及軍隊都採取種族隔離制度。
在歷經58年後，普萊西訴弗格森案的法律觀念才被推翻；1954年，第14任美国首席大法官厄尔·沃伦为首的美国最高法院在「布朗訴教育委員會」一案，判定種族隔離的學校並未提供黑人學生公平教育，因此公立學校應該要種族混合。一連串的非裔美國人民權運動也正式開始。

## 事件演變
阿拉巴馬州蒙哥馬利市是南北戰爭期間美利坚联盟国的首都，也是實施種族隔離制的代表性城市之一。馬丁·路德·金博士於1954年到該市擔任牧師工作，1955年成功帶領該市黑人公民，以全面罷乘反對公共汽车上的黑白隔離措施。經過一年長期抗爭，終於迫使蒙哥馬利市的公共汽车取消種族隔離措施。這次的罷乘公共汽车運動雖然成效有限且未達到全面性廢除種族隔離措施的目的，但對全美各地的黑人卻起了鼓舞作用，並啟發他們的靈感，開始一波波爭取民權的運動。
運動的高峰是在1963年8月28日，金恩博士在華盛頓特區的林肯紀念堂廣場前聚集了25萬名群眾，並發表他著名的演說《我有一個夢想》，這次集會所產生的輿論壓力受到聯邦政府的關注，終於使國會在翌年通過1964年民權法案，宣布種族隔離和歧視政策為非法，並賦予黑人擁有平等選舉權，這成為美國民權運動史的關鍵事件。金恩博士在演說中指出百年前林肯總統雖解放了黑奴，廢除奴隸制，但黑人平等的公民權利在南方卻從未獲落實，直到金恩博士領導民權運動才獲得成功，1960年代美國民權運動興起，對其社會及學生有很大影響，當時對少數民族及婦女的權利均受到重視，開拓了新的視野，金恩博士也因此獲頒1964年諾貝爾和平獎。
由於當時執政的民主黨支持民權運動（不包括強烈反對民權法案及投票權法案的南方民主黨人），原是民主黨堅定支持者的南方白人由於不滿民主黨政府的民權立場，不少轉向支持共和黨，這在1964年美國總統選舉中可反映，民主黨的詹森總統取得大部分州份，但共和黨的高華德首次取得除了亞利桑那州以外五個「深南」州份，共和黨亦開始在南方建立政治勢力。
1967年，金恩博士在北方深刻體會，黑人及其他人種的各種形式的歧視除了南方外，北方也遭到歧視，黑人在美國社會的飽受歧視，絕大部份是因為經濟不平等所引起，經濟權才是實質、才是根本原因，公民權只是裝飾。於是，他將公民權的鬥爭轉為經濟權的鬥爭，發起「窮人運動」（Poor People's Campaign）。
1968年4月4日，金恩博士在田納西州孟斐斯被射殺身亡，當時正籌劃帶領一群同志參與該市的罷工活動。非裔美國人民權運動亦算是在該年告一段落。然而民权運动仍然继续，並于該年達至最高峰。伴隨著反越戰示威，當年又是選舉年，氣氛十分緊張，暴力衝突持續。

## 关键事件

### 布朗诉教育委员会，1954年

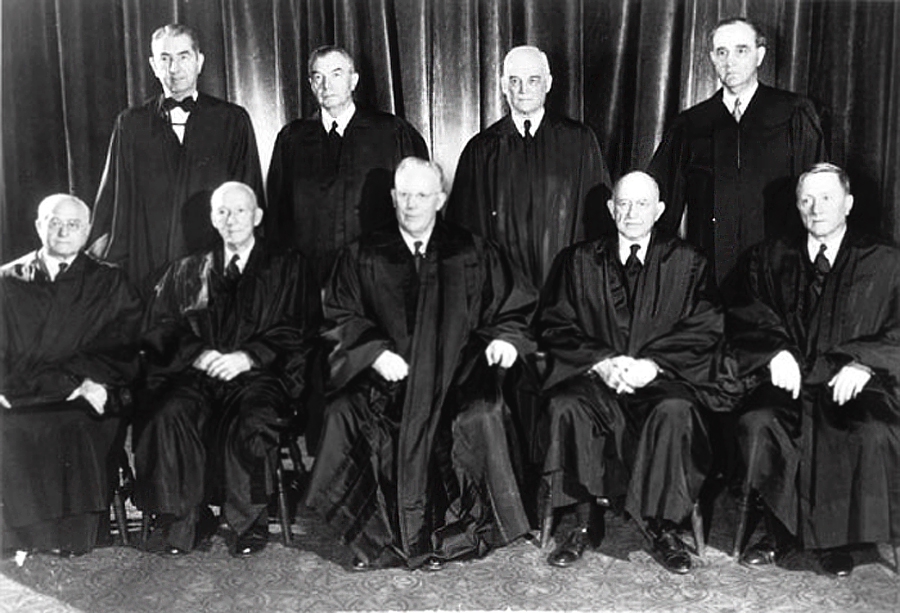
1954年，以第14任美国首席大法官厄尔·沃伦为首的美国最高法院（沃伦法院）一致同意，裁定公立学校种族隔离违宪。

1951年春，弗吉尼亚州黑人学生抗议州教育系统种族隔离的不平等制度。莫顿高中学生抗议拥挤不堪的环境和岌岌可危的校舍。全美有色人种协进会的一些地方领导人也曾经试图劝说学生放弃对吉姆·克劳法案中涉及学校种族隔离部分的抗议。当学生不买账时，协进会加入了斗争，并给出了五个方针来挑战学校制度；这些组合方针日后被称为“布朗诉托皮卡教育局案”。

1954年5月17日，以第14任美国首席大法官厄尔·沃伦为首的美国最高法院裁定：“布朗訴托皮卡教育局案”中原告起诉公立学校进行种族隔离违宪成立。首席大法官沃伦在其撰写的多数意见书写道：
“公立学校对白人与黑人儿童的种族隔离对有色人种儿童产生了有害的影响。当这种制裁以法律形式出现时影响更大；种族隔离政策常常表示黑人种族是劣等的。”
协进会律师搜集了许多貌似合理的证据来确保案件可以胜诉。就学校种族隔离议题来说，他们列举了众多辩词。其中一个是引述种族混合制学校的环境。并称这样有助于学生适应社会对种族问题产生的压力。因此，可以更好地为民主做出贡献。另外，是引述“教育”如何促进人类心智的发展和成长，物理和道德力量的历练”。

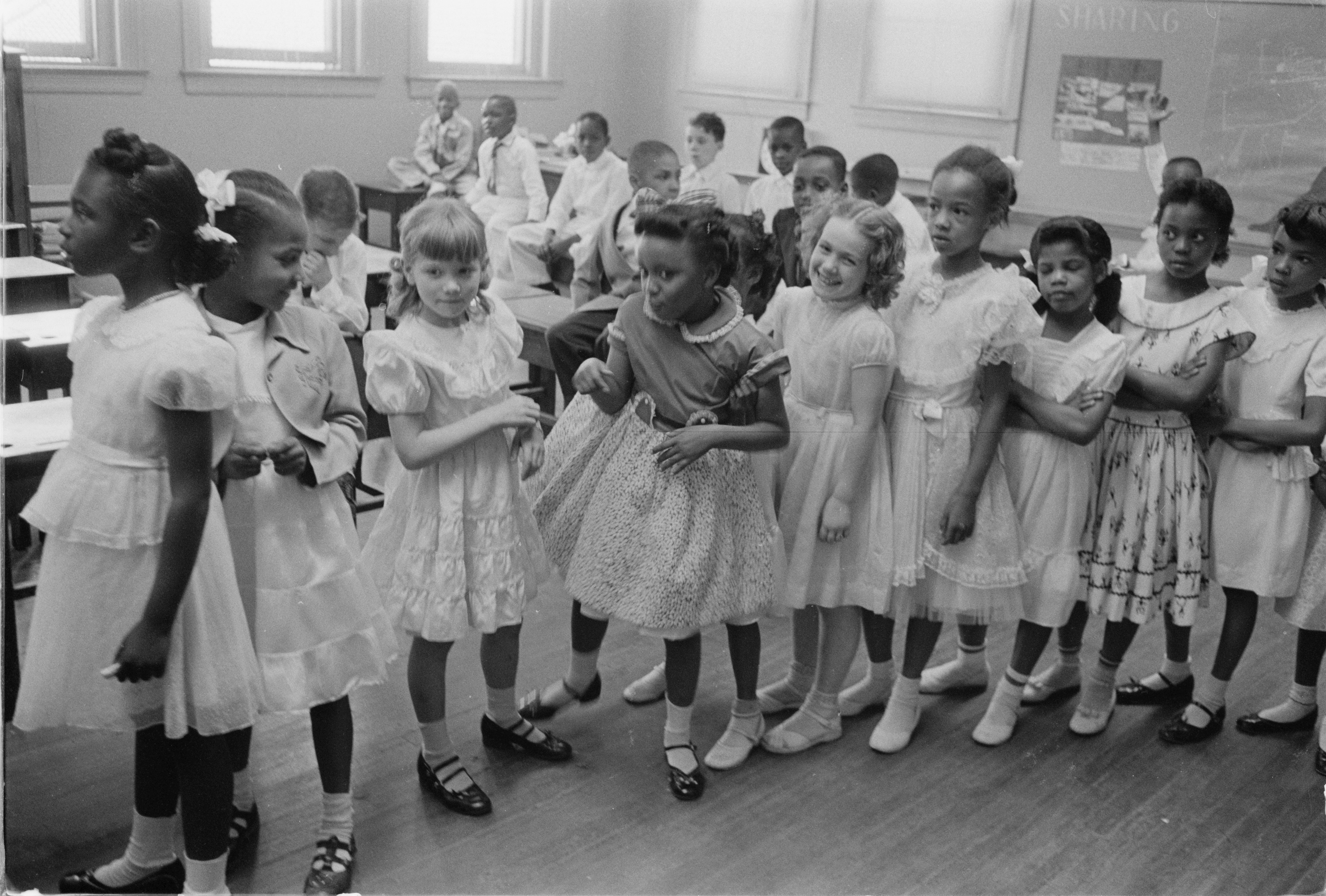
巴纳德学校整合，华盛顿特区，1955年

丽萨·格鲁夫（Risa Goluboff）写道协进会的意图是告诉法院非裔美国儿童是学校种族隔离的牺牲品，他们的未来受到了打击。法院判决普莱西诉弗格森案(1896)，即建立“隔离但平等”制度的案件，和卡明诉里士满郡教育委员会(1899)，即将这一制度应用于学校的案件违宪。
联邦政府发出了法院之友，催促法官们思考种族隔离制度对美国在冷战中形象的影响。国务卿迪安·艾奇逊引述道“在外国电台里美国持续地受到攻击，包括国际组织例如联合国，因为本国所存在的各种歧视行径。” 
随后一年，在被称为“布朗二号”的案件中，法院命令种族隔离制度应该被淘汰，“使用所有可商榷的速度”。布朗诉教育委员会案件(1954)没有推翻普莱西诉弗格森案案件(1896)的判定。普莱西诉弗格森案指的是交通运输部门的种族隔离。布朗诉教育委员会则讨论了教育部门的种族隔离。不过，布朗诉教育委员会案件的确加速了推翻'平等但隔离'的制度。
1954年5月18日，格林斯伯勒成为南方第一个宣布遵守最高法院判决的城市。“不可思议，'校教委主任本杰明·斯密斯说，'我们正在试图[超越]美国的法律。”布朗获得的积极评价，以及1953年教委对非裔美国人大卫·琼斯博士的任命，促使众多黑白公民确信格林斯伯勒正朝着进步方向前进。格林斯伯勒种族整合得相当平稳，而阿拉巴马州、阿肯色州、弗吉尼亚州则出现了“大规模抵制”活动，州内高官和民众都卷入了风波。在弗吉尼亚州，有的郡为了回避整合，甚至关停了公立学校。甚至在格林斯伯勒，很多当地的种族隔离依然持续着，在1969年，联邦政府发现该城没有遵守1964年民权法案。完全的学校整合制度并没有完全出现，直到1971年为止。
很多北方城市也存在事实上的种族隔离政策，造成黑白社区间教育的巨大鸿沟。例如，纽约哈莱姆区在跨世纪之际没有新建一所校舍，没有一所幼儿园 – 甚至第二次大迁徙导致人满为患。已存的校舍岌岌可危，教师经验不足。“布朗案”推动了纽约家长中的积极人士，如支持协进会的梅·马洛里，她根据布朗案的原则起诉城市和州教委成功。马洛里和数以千计的其他家长支持，并在1959年学校抵制中施压。在抵制期间，一些自由学校第一次建立了。城市对此的回应是准许更多学生转入高品质的白人学校。(然而，纽约的非裔美国人社区和北方种族隔离积极分子则需要应对白人群飞的问题。

### 罗莎·帕克斯与聯合抵制蒙哥馬利公車運動，1955–1956年
阿拉巴马州蒙哥马利市一名15岁高中生克劳德特·科尔文在公交车上拒绝起立给白人让座，结果被捕，9个月后的1955年12月1日，罗莎·帕克斯 (“民权运动之母”)做出了同样的事情。帕克斯是蒙哥马利地方协进会的秘书，她刚刚参加完田纳西州高地人中心举办的会议，会议讨论了非暴力不合作的策略。帕克斯被捕、受审，因扰乱秩序、违反当地法规定罪。当此事传到了黑人社区后，50名非裔美国领袖聚集并组织了蒙哥马利公车抵制活动，要求乘客能得到平等待遇。
在城市拒绝了改革建议后，协进会在埃德加·尼克松的领导下推动了在所有公车范围内废除种族隔离的活动。在蒙哥马利50,000多名非裔美国人的支持下，抵制活动进行了381天，直到当地有关公车黑白人种隔离政策的法规被废除为止。蒙哥马利市90%的非裔美国人参加了抵制运动，因为他们是公车的主要乘坐人群，这极大地打击了公车经济。1956年11月，联邦法院要求蒙哥马利公车种族隔离与抵制活动停止。
浸信会牧师马丁·路德·金是蒙哥马利进步协会的主席，协会领导了抵制活动。漫长的抗议为他和城市吸引了全美的注意力。他就基督徒兄弟情谊和美国理想主义的雄辩口才给南方和其他人留下了积极的印象。

### 小石城中央高中取消种族隔离，1957年
当9名非裔美国学生起诉，要求自己升入整合学校时，阿肯色州小石城出现了危机。阿肯色州长奥瓦尔·福布斯在9月4日召集国民警卫队，令其阻止这些学生进入小石城中央高中。这9名学生之所以选择如此升学是因为他们学业成绩出众。
在入学的第一天，9名学生中只有1名出现，因为她没有接到危险警告的电话。她收到学校外白人抗议者的骚扰，警察不得不将她接到警车里来进行保护。之后，这9名学生不得不由军方官兵用吉普车护送到学校里。
福布斯不是公开的种族隔离主义者。当福布斯表示他愿意组织调查，服从布朗案时，控制州政策的阿肯色民主党对他施加了巨大压力。福布斯转而反对整合，反对联邦法院的判决。
福布斯的反抗情绪受到了艾森豪威尔总统的注意，后者决心执行联邦法院的判决。批评家指责他对废除公立学校种族隔离的目标态度冷淡。但是，艾森豪威尔将阿肯色州的国民警卫队联邦化，命令他们回到驻地。艾森豪威尔将第101空降师开进小石城，命令军队保护学生。
学生们在备受骚扰的处境下步入高中。他们在白人学生的唾骂和嘲讽中度过了开学第一天，并在其他学生的骚扰下熬过剩余的学年。虽然联邦军队在班课间会保护学生，但是只要官兵们一走，白人学生就会对他们百般捉弄。这9名学生中有1名叫做米妮珍·布朗，在吃午餐中一名白人学生对她进行骚扰时，她将一碗辣汤倒在对方头上，结果被停学。之后，她因辱骂另一位白人女学生而被开除。
升入小石城的9名学生中只有欧内斯特·格林从该校毕业。在1957–58学年结束后，小石城没有继续整合，而是完全关闭了公立学校系统。南方其它学校系统也相继效法。

### 罗伯特·F·威廉姆斯与非暴力议题的争议，1959–1964年
吉姆·克劳系统导致了“用恐怖的方式进行社会管控，”，大多数执行组织是三K党，以及与他们同流合污的地方警察。这种暴力在二十世纪五十年代成为阻碍民权运动的关键。南方一些黑人组织开始实行武力反抗。最先公开实施的北卡罗来纳州门罗地方协进会的罗伯特·F·威廉姆斯。当三K党的恐吓吓跑了协进会成员后，威廉姆斯对其进行了重建。他的方式是鼓励新来的工人阶级成员拿起武器进行抵抗。1957年10月，当三K党巡夜人袭击协进会成员阿尔伯特·佩里博士的家时，威廉姆斯的民兵开火反击，将其击退。第二天，市政府召开紧急会议，颁布法令，禁止三K党汽车队。一年以后，北卡罗莱纳州的鲁姆比·印第安斯用类似的方式击退了三K党人(被称之为海耶斯池塘之战)，导致三K党领袖詹姆斯·W·“鲶鱼”科尔因煽动骚乱而定罪。
当数名白人因骚扰门罗黑人妇女却被无罪释放时，威廉姆斯向合众社记者宣布自己将会采取“以暴制暴”的策略。威廉姆斯的宣言刊登在《纽约时报》的头版，《卡罗莱纳时报》认为这是“1959年最大的民权消息。”协进会全国主席罗伊·威尔金斯立刻将威廉姆斯停职，但是这位门罗组织者获得了无数地方组织的支持。最终，威尔金斯竟采取贿赂组织者黛西·贝茨的方式，在全美大会上反对威尔金斯，使得停职得以通过。大会依旧通过了决议，称：“我们不反对，但是重申个人或集体对非法袭击进行自卫。”马丁·路德·金支持开除威廉姆斯，但是艾拉·贝克和杜波依斯都公开赞扬这位门罗领袖的立场。
罗伯特·F·威廉姆斯 – 与他的妻子梅布尔·威廉姆斯 – 继续在门罗运动中扮演领导角色，并在全美有一定的影响力。威廉姆斯夫妇在1960年出版了全美通信《十字军》，以及1962年著作《带枪的黑人》。威廉姆斯没有在这一时期号召全面武装，但是“在为自由抗争中灵活应用。” 威廉姆斯在法律和公开场合中擅长言辞，在1958年“亲吻案件”中成功应用而闻名世界，以及门罗午餐柜台非暴力静坐抗议 – 所有活动都以武装自卫作为辅助战术。
1961年8月自由行运动时，威廉姆斯领导门罗进行了另一场反对白人至上主义者的武装抵抗活动；学生非暴力统筹委员会的艾拉·贝克和詹姆斯·福曼邀请他参加活动。这些事件(包括他为古巴争取和平的运动)导致他被联邦调查局盯上，并以拐卖罪指控；在1976年他洗清了所有罪名。于此同时，武装自卫也在南方运动小心翼翼地进行着，学生非暴力统筹委员会的阿米兹·莫尔、哈特曼·特恩鲍、和芬妮·露·哈默 都愿意用武力反抗巡夜人对他们进行的袭击。在因躲避联邦调查局而逃亡古巴中，威廉姆斯夫妇在1962年利用无线电建立自由迪克西电台，覆盖了整个美国东部。在这一时期，威廉姆斯鼓吹用游击战的方式反抗种族主义制度，导致大量巷战出现。
北卡罗莱纳大学历史学家瓦尔特·洛克写道：“罗伯特·F·威廉姆斯的出现标志着美国反黑人种族暴力的衰败…在几世纪的反黑人暴力后，全美非裔美国人开始积极地保卫社区 – 在必要时公然使用武力。这诱发白人对黑人复仇的真正恐惧…”这为非裔美国人使用非暴力示威游行开辟了空间，后者降低了致命复仇的恐惧。在所有认可该观点的民权运动积极分子中，最著名的是罗莎·帕克斯。在1996年威廉姆斯葬礼上，帕克斯的悼词赞扬了他的“勇敢和对自由的献身，”并在最后称“他的牺牲和作为应该永垂不朽。”

### 静坐抗议，1958–1960年
1958年7月，协进会青年协会在威奇托下城的达科姆药店的午餐柜台赞助支持了静坐抗议。三周以后，运动成功地改变了药店种族隔离的政策，很快堪萨斯州内所有达科姆药店全部废止了种族隔离政策。同年，在俄克拉何马城，在克拉拉·卢坡的带领下，一位学生很快在卡兹药店运通类似策略，并取得成功。
周边大学大多数黑人学生在格林斯伯勒F·W·伍尔沃斯公司的店里进行静坐抗议。1960年2月1日，黑人大学北卡罗来纳州立农业技术大学的四名学生，小伊泽尔·A·布莱尔、大卫·里士满、约瑟夫·麦克尼尔和富兰克林·麦凯恩坐在午餐柜台，抗议伍尔沃斯拒绝为非裔美国人服务的政策。四位学生从店里买了些其它小东西，并保留了收据，然后坐在午餐柜台前要求服务。在被拒绝后，他们拿出了收据，问为什么用钱可以在其它地方买到东西，但是在午餐柜台就不行。
抗议者们都穿着体面，安静地坐着，隔一个位子坐一个人，以方便其它白人同情人士加入抗议。格林斯伯勒静坐抗议很快在里士满、纳什维尔、亚特兰大效法。最直接的影响是纳什维尔，为了配合抵制运动，数以百计组织有序、素质良好的大学生在纳什维尔组织静坐抗议。
当南方大学生们在当地店内的午餐柜台进行静坐抗议时，警察和当地官员有时使用残酷的暴力将示威者驱除出去。
“静坐抗议”技巧并非什么创新—早在1939年，非裔美国律师塞缪尔·维尔伯特·图克在亚历山德里亚 (弗吉尼亚州)的种族隔离图书馆进行了静坐抗议。在1960年，这一技巧成功地吸引了全美的注意力。
1960年3月9日，亚特兰大大学中心的一群学生在报纸整版刊登了人权请愿书 ，包括亚特兰大宪法、亚特兰大期刊和亚特兰大世界日报。被称为人权情愿委员会，学生们发动了亚特兰大学生运动 ，在1960年3月15日开始组织静坐抗议。在1960年底，静坐抗议已经扩散到整个南方和周边地区，甚至到了内华达州、 伊利诺伊州和俄亥俄州内歧视黑人的地方。
示威人士不单在午餐柜台前静坐抗议，还在公园、长椅、图书馆、剧院、博物馆和其他公共场所内抗议示威。在1960年4月，组织静坐抗议的积极分子受到南方基督教领袖协会积极分子艾拉·贝克的邀请，在北卡罗莱纳州罗利的传统黑人大学萧尔大学举行会议。会议促进了学生非暴力协调委员会的形成。委员会将这些非暴力抗议技巧推进了一步，组织了自由行活动。正如宪法保护州际贸易往来，他们决定在州际公车上挑战种族隔离制度，从北方一直坐到存在种族隔离的南方。

### 自由乘车者，1961
自由乘车者是民权运动积极分子在南方种族隔离的州际公车上组织的旅行，测试美国最高法院的判决，即柏恩顿诉弗吉尼亚州 (1960) 364 U.S.，案件，该判决认定州际旅行中进行种族隔离违宪。在种族平等大会的组织下，第一批自由乘车者在1961年5月4日离开华盛顿特区，计划在5月17日抵达新奥尔良州。
在第一次及之后的自由乘车行中，积极分子从美国深南部坐到整合座位，之后又坐到种族隔离的公交站，包括厕所和饮水台。旅行十分危险。在安尼斯敦，一辆公车遭到火焰弹袭击，迫使乘客弃车逃生。
在伯明翰，一位联邦调查局线人报告称公共安全委员尤金·“公牛”·康纳在命令警察“保护”当事人前，给了三K党徒15分钟来袭击前来的自由乘车者。乘车者们被残酷殴打“直到看上去好像被斗牛犬撕咬过了一样。”白人积极分子詹姆斯·派克被殴打，在头上缝了50针。
类似的事件出现在阿拉巴马州蒙哥马利，自由乘车者追随罗莎·帕克斯的足迹，从伯明翰乘坐整合得灰狗汽车。虽然用和平的方式抗议种族隔离，但他们在蒙哥马利被暴打，大量白人暴徒袭击了他们。骚乱持续了两小时，导致22人受伤，5人入院治疗。
安尼斯敦和伯明翰的暴力袭击暂停了乘车活动。学生非暴力协调委员会积极分子从纳什维尔招来新乘车者，继续从伯明翰到新奥尔良的旅行。在阿拉巴马州蒙哥马利的灰狗公交车站，暴徒袭击了另一辆载满旅客的汽车，用板条箱将约翰·路易斯打晕，用《生活杂志》摄影师唐·额布鲁克自己的相机扇他的脸。一群人围住了菲斯克大学的白人学生詹姆斯·茨威格，用手提箱扇他的脸，打掉了他的牙。
1961年5月24日，自由乘车者在杰克逊继续了他们的旅行，并因使用“仅供白人使用”的设施，犯了“打破和平”罪而被捕。新自由乘车者有许多不同的组织来组织，在南方继续斗争。当到达杰克逊时，乘车者随即被捕。在夏末，密西西比州有超过300人被捕了。
“...当疲惫不堪的乘车者到达杰克逊，试图使用'仅供白人使用'的厕所和午餐柜台时，他们立即因破坏和平和拒绝服从长官罪被捕。密西西比州长罗斯·巴尼特在为种族隔离辩护时称：'黑鬼是不同的，因为上帝将他们造得不同，以便惩罚他们。'在拘留所里，乘车者们宣布'坐牢不保释' — 他们不会为违宪逮捕和违法定罪去支付罚金 — 通过坐牢，他们用生命挑战这一问题。每个囚犯会在监狱里待39天，这是他们所能呆得最长时间，不会失去他们申诉自己被违宪被捕、受审、定罪的权利（原文如此）。在39天后，他们申诉并作保...”
被捕的自由乘车者受到残酷的虐待，他们被关进狭小肮脏的囚房，时常被打。在杰克逊，有的男性囚徒被迫在100华氏度（大约等于37.8摄氏度）的酷热中做苦工。其他人被转送到帕尔希曼的密西西比州立监狱，在那里受到残酷虐待。有时，囚徒们被拷着吊在墙上。通常，他们的囚房窗户在热天里被封死，让他们无法呼吸。
公众对自由乘车者的同情和支持使得肯尼迪政府命令州际商贸委员会颁布新废止种族隔离法规。当新的委员会法规在1961年11月1日生效时，乘车者获准任意乘坐公车；车站里“白人”和“有色人种”标志被揭下；隔离的饮水台、厕所和候车室被合并；午餐柜台为所有人提供服务。
学生运动包括积极分子约翰·路易斯；非暴力理论技巧“专家”詹姆斯·劳森；善于言辞、公义无畏的斗士戴安·纳什；密西西比投票先锋鲍勃·摩西；以及勇猛的教士、富有魅力的组织者、引导者詹姆斯·贝弗尔。其他出众的学生积极分子包括查尔斯·麦克杜、伯纳德·拉斐特、查尔斯·琼斯、朗尼·金、朱利安·邦德、何西阿·威廉姆斯和斯托克利·卡迈克尔。

### 投票登记组织
在自由乘车者运动后，密西西比州当地黑人领袖，例如阿米兹·莫尔、亚伦·亨利、迈德加·埃夫斯和其他人要求学生非暴力协调委员会帮助注册黑人投票人，帮助建立社区组织以便在国家政权里赢得一席之地。由于密西西比州在1890年修改州宪法，要求交人头税、居民条件和文化考试，这使得投票变得困难，将黑人实质上屏蔽在外。另外，当时的暴力也阻止了黑人投票。
在二十世纪中叶，阻止黑人投票成为白人至上主义核心文化的一部分。在1961年秋季，委员会组织者罗伯特·摩西在麦库姆组织第一个投票计划。他们的努力遇到了州和当地警方、白人公民会议和三K党的暴力压制。积极分子被殴打，当地数百人被捕，投票积极分子赫伯特·李被谋杀。
在密西西比州，白人对黑人投票注册反对之强烈，以至于自由运动积极分子决定该州所有民权运动组织必须团结一致，协调行动来争取胜利。在1962年2月，学生非暴力协调委员会、种族平等大会、全美有色人种协进会组成了委员会联合组织。八月，在之后的会议中，南方基督教领袖协会成为委员会联合组织的一员。
1962年春，利用投票人教育计划的资助，学生非暴力协调委员会/委员会联合组织开始在密西西比州靠近格林伍德的三角洲区域组织投票注册，区域临近海蒂斯堡、 劳雷尔和霍利斯普林斯。在麦库姆，他们的努力遇到了尖锐的反对 — 被捕、殴打、枪击、谋杀。注册人为了将黑人摒弃在投票资质之外，所使用的文化考试之高甚至受过高深教育的人都无法达到。另外，如果黑人雇员去投票，雇主就会将他们解雇，房主则会将他们从房内驱除。虽然那些年出现了这些暴行，黑人投票注册运动遍布全州。
类似的投票注册运动 — 有类似的回应 — 由学生非暴力协调委员会、种族平等大会、南方基督教领袖协会在路易斯安那州、阿拉巴马州、西南佐治亚州和南卡罗莱纳州倡导。到了1963年，南方投票注册成为自由运动中废除种族隔离的一部分。在1964年民权法案通过后，跨国州郡障碍，保护和维持投票注册活动成为运动的主要任务。这导致1965年投票权利法，该法案为所有公民合乎宪法的投票权提供保障。

### 密西西比大学整合，1956–65年

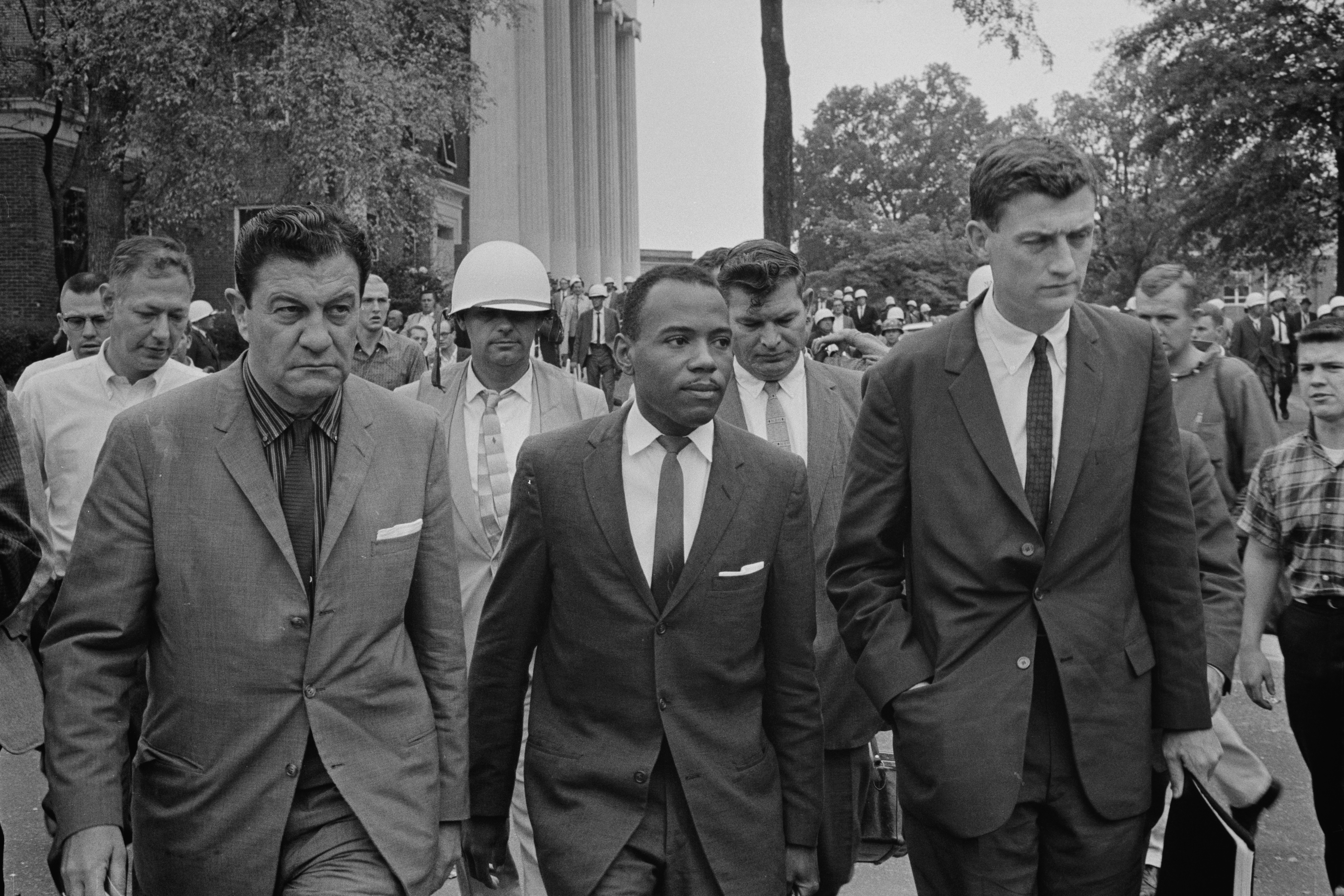
詹姆斯·莫瑞德斯在美国官兵的护送下步入课堂。

自1956年起，黑人韓战老兵克莱德·肯纳德根据退伍军人法，希望升入位于哈蒂斯堡的南密西西比大学。大学校长威廉·大卫·麦凯恩通过密西西比州主权委员会向当地黑人领袖和州内持种族隔离立场的政治机构发出呼吁，试图阻止克莱德入学。
得到州资助的组织试图通过美化种族隔离政策来反对民权运动。不但如此，它搜集积极分子的资料，用合法的方式骚扰他们，并用经济抵制的方式，如辞退来威胁他们。
在伪造的指控下，肯纳德两次被捕，最终被定罪，没能进入大学，在州立监狱里呆了七年。在三年的苦役之后，肯纳德被州长罗斯·巴尼特假释。记者调查了他的案件，并指责州对他大肠癌的虐待。
在肯纳德被捕和定罪中，麦凯恩的角色不明。在阻止肯纳德入学的过程中，麦凯恩在芝加哥发表演讲，他的巡回旅行得到了密西西比州主权委员会的赞助。他将黑人在寻求南方学校寻求废除种族隔离是从北方“进口”来的。(肯纳德的出生于哈蒂斯堡。)
“我们坚持在教育和社会方面维持种族隔离。... 平心而论，我承认我们不鼓励黑人投票，”他说。“黑人希望政府掌握在白人手中。”
注意：密西西比州在1890年通过新州宪法，通过改变投票制度成功地将黑人屏蔽在选举制度之外；虽然这剥夺了战后黑人合乎宪法的权利，但它从最高法院的检查下逃了过去。直到1965年投票法案通过后，密西西比州和南方其他州郡的大多数黑人才获得联邦政府对他们合乎宪法的公民权的保障。

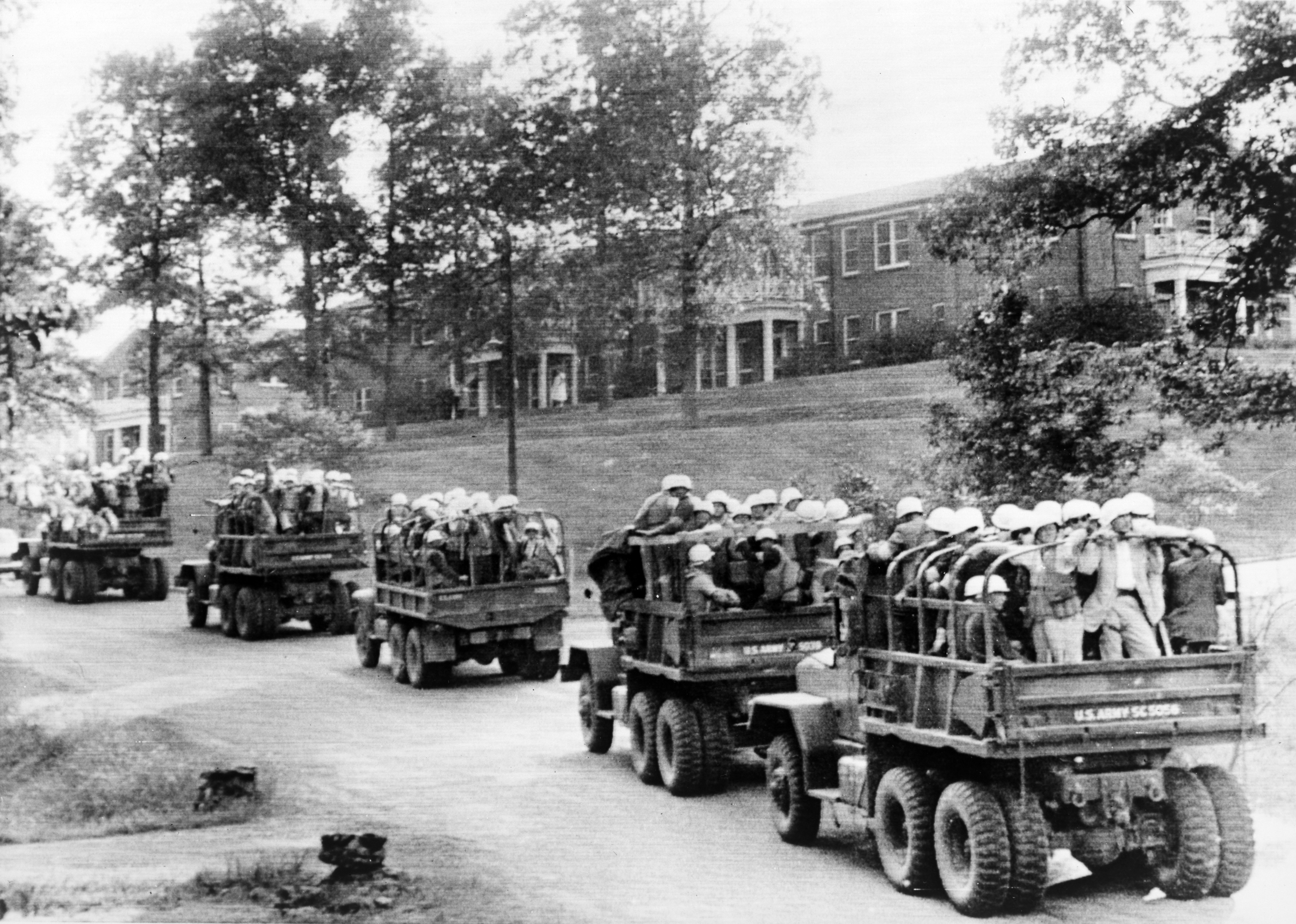
美国官兵开进密西西比大学校区。

在1962年9月，詹姆斯·梅雷迪斯获得诉讼，赢得了就读之前奉行种族隔离的密西西比大学。他试图在9月20日、9月25日、9月26日踏入校门。他被密西西比州长罗斯·巴尼特拦住，后者称：“只要我是州长，密西西比州的学校就不会整合。”美国联邦第五巡回上诉法院判定巴尼特和副州长小保罗·B·约翰逊藐视法庭，将他们逮捕。只要梅雷迪斯一天不能上学，就罚他们$10,000多块钱。
司法部长罗伯特·弗朗西斯·肯尼迪派出了法警。1962年9月30日，梅雷迪斯在他们的护送下步入了大学校园。当晚，学生和其他白人开始暴乱，向法警投掷石块并开火。有两人，包括一名法国记者遇害；28名法警被枪击；有160人受伤。总统肯尼迪派出陆军平息暴乱。当军队到来后，梅雷迪斯开始上课。
虽然没能进入大学，但肯纳德和其他积极分子一道继续为废除公立大学种族隔离制度而奋斗。1965年，雷兰尼·布兰奇和格温多琳·伊莱恩·阿姆斯特朗升入了南密西西比大学。此时，麦凯恩协助保障他们安全入学。2006年，法官罗伯特·黑尔弗里希为肯纳德平反。

### 奥尔巴尼运动，1961–62年
奥尔巴尼运动始于1961年底，由SNCC（学生非暴力协调委员会）和NAACP地方支部发起，SCLC（南方基督教领袖会议）后来加入。最初目标是挑战乔治亚州奥尔巴尼市的全面种族隔离体制，涵盖交通系统、公立设施、选民登记、教育系统等多个方面。这是民权运动中首次尝试在整座城市层面实现结构性整合。
警察局长劳里·普里切特（Laurie Pritchett）采用非传统镇压方式：他训练警员避免暴力、不攻击抗议者，实施“和平逮捕”策略；同时协调周边县市分散关押被捕者，以避免监狱溢出制造负面新闻。该策略有效规避了舆论冲突点，使运动难以获得全国媒体关注，也未能引发联邦政府干预。
SNCC 的基层组织方式与 SCLC 的领袖导向模式在此运动中首次显现重大矛盾。SNCC 内部批评马丁·路德·金“象征性短暂停留”后即撤离，未深入动员本地群众；而SCLC 则抱怨 SNCC 目标不明确、战术分散，缺乏统一协调。马丁·路德·金本人曾被捕入狱，但因普里切特提前安排释放，未能制造象征性“殉道者”效果，反而被外界视作战略失误。
奥尔巴尼运动未能实现明确政策改变，被广泛视为战略性失败。尽管未获即时成果，奥尔巴尼运动成为民权运动的重要实验场。SCLC 从中汲取教训，转而在伯明翰运动中聚焦商圈整合、设计媒体画面、塑造情感对比，取得战略胜利。SNCC 也因此加快了“草根自下而上”的战术体系建设，推动了后续自由夏季（Freedom Summer）和塞尔玛选民登记运动。奥尔巴尼本地社区在数年后确实实现了部分选民注册权和设施开放。

### 伯明翰运动，1963年

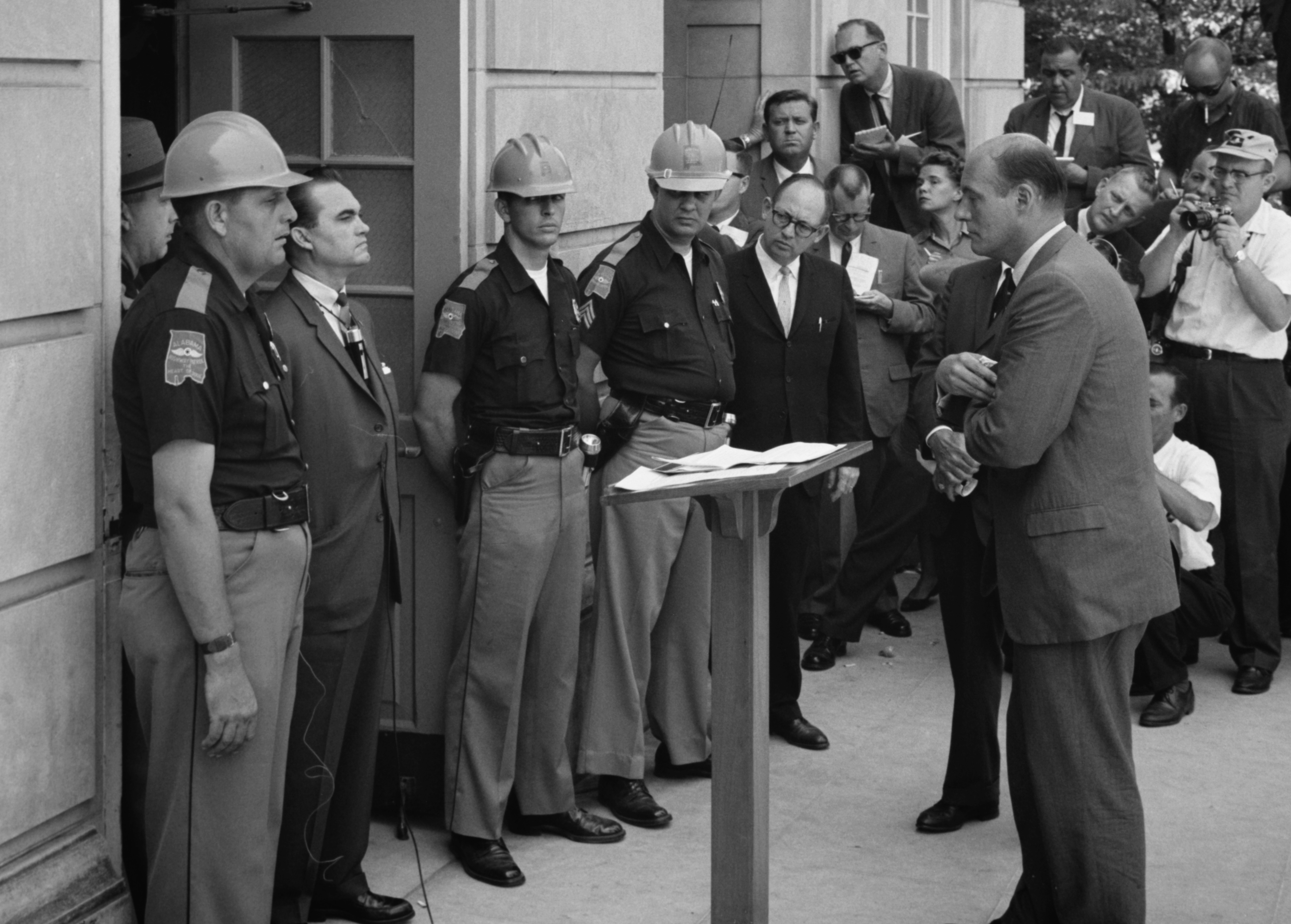
阿拉巴马州长乔治·华莱士站在阿拉巴马大学门口坚持种族隔离，与司法部长尼古拉斯·卡岑巴赫对峙，1963年

奥尔巴尼运动对南方基督教领袖协会的教育深刻，协会在1963年伯明翰运动中吸取了教训。执行主任怀亚特·提·沃克谨慎地计划了早期策略和运动技巧。目标只有一个——废止伯明翰下城商户的种族隔离政策，而不是像奥尔巴尼那样废止整个种族隔离主义。
运动的努力遭到当局残酷的镇压，特别是来自公共安全委员尤金·“公牛”·康纳的血腥镇压。他长期霸占政治权利，但是在最近的市长选举中输给了在种族隔离政策上态度相对缓和的候选人。康纳不愿意接受新市长的权威，决定留在岗位上。
运动使用了各种非暴力对峙方式，包括静坐、在种族隔离的教堂里下跪祈祷，向选举注册建筑游行示威。然而，城市则获得了禁止所有示威游行的禁令。在认为该禁令是违宪之后，运动拒绝遵守禁令，准备接受对支持者的大批量逮捕。在1963年4月12日，金被选举为被捕成员之一。
在监狱里，金在报纸拐角上写了他著名的《伯明翰狱中书信》，这是因为他被关在独立囚房内，不允许写任何东西。支持者向肯尼迪政府呼吁，后者干预，将其释放。金获准与妻子通电话，后者刚刚生下了她第四个孩子，并在4月19日提前释放。
然而，运动表现得有些踌躇，示威者对冒险被逮捕感到犹豫。南方基督教领袖协会的直接行动主任和非暴力教育主任詹姆斯·贝弗尔提出了大胆的，并颇富争议的另类选择：训练高中生参加示威游行。结果，在他称为儿童十字军的运动中，超过1000名学生在5月2日逃课，在第16街的浸会教堂聚集示威。超过600人步行前往市政大厅，要求向伯明翰市长情愿，申诉有关种族隔离的冤情。他们被捕，送入了监狱。
在起初的对峙中，警方保持了克制。第二天，另有1000多名学生聚集到教堂。当贝弗尔开始组织游行时，“公牛”·康纳下令释放警犬，并打开市政消防栓，用高压水枪驱赶孩子们。国家电视台对此进行了转播，这残忍一幕被全美人民目睹。

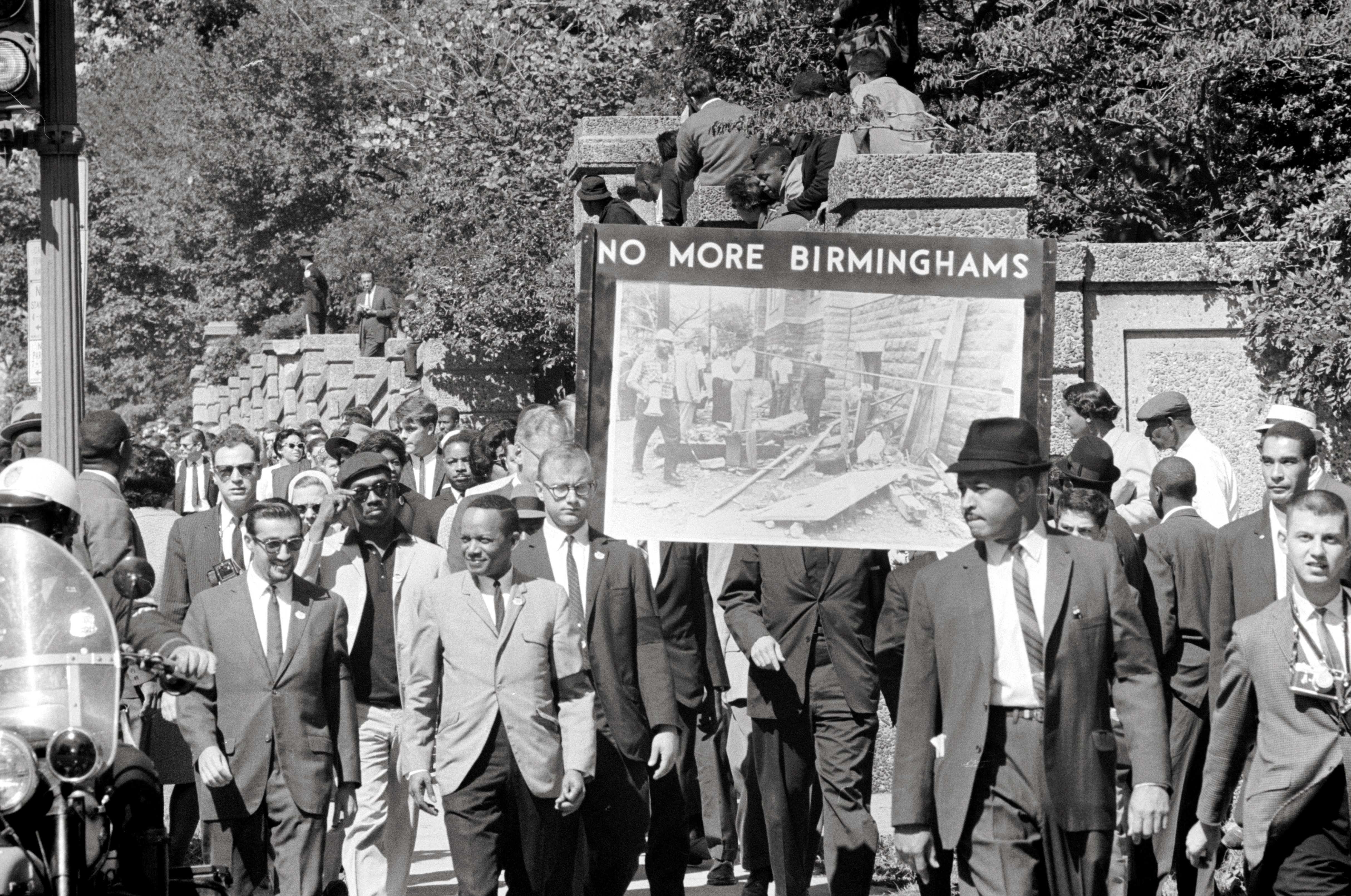
1963年9月22日，种族平等大会在华盛顿特区游行，纪念在伯明翰爆炸案中遇难的儿童。

公众愤怒了，肯尼迪政府不得不在白人商业社区和南方基督教领袖协会做出更加有力的斡旋。5月10日，当事人宣布取消午餐柜台和下城其他公共设施的种族隔离政策，在劳资雇佣关系中废止歧视条款，释放被关押的示威人群，建立黑白领导人之间的日常交流机制。
但是，并非所有黑人社区都欢迎这样的协定 — 牧师福瑞德·舒特尔斯沃尤其对此持批判意见，因为他根据与伯明翰权利机构打交道的经验中认为对方不安好心。部分白人社区的反应则颇富暴力。他们对亞瑟·喬治·加斯頓汽车旅馆进行了爆炸袭击，后者是南方基督教领袖协会的非正式总部，是金的兄弟，A·D·金牧师的家。作为回应，数以千几的黑人发生了暴乱，烧毁了数栋建筑，行刺了一名警察。
对此，肯尼迪将阿拉巴马国民警卫队联邦化。数个月后，在9月15日，三K党成员在第16街浸会教堂进行了爆炸袭击，炸死了4名女孩。

### “不满情绪高涨”与肯尼迪的回复，1963年
那个春夏之际，数百座城市被混乱的抗议示威所震荡，有的甚至在北方，伯明翰只是其中之一。在向华盛顿进军中，马丁·路德·金称这种抗议示威游行时“叛乱的旋风”。在芝加哥五月末，一位黑人男孩在逃离抢劫现场时被白人警察射杀，导致城市南部出现黑人暴动。费城和哈莱姆区在进行州郡建筑工程种族整合过程中，黑人积极分子和白人工人之间出现暴力冲突。6月6日，超过一千名白人袭击了北卡罗来纳州莱克星顿的黑人静坐示威活动；黑人们反抗，导致一位白人男子身亡。全美城市联盟的埃德温·C·贝里警告称种族关系面临着全面崩溃的危险：“从啤酒馆到理发店传给我的消息都显示黑人正在准备战争。”
东岸工人阶级城市马里兰州剑桥，学生非暴力协调委员会的歌莉娅·理查德森领导的运动不但要求废除种族隔离，而且要求得到廉租房、职业培训、私人和公共职务、以及停止警方残忍的镇压。在6月14日，黑白种族斗争激化，以至于当局不得不宣布戒严，司法部长罗伯特·F·肯尼迪直接接入，为废止种族隔离协定进行谈判。理查德森认为穷苦的工人阶级黑人的积极参与已经超过了运动的范畴和权限，称“作为整体，人民真的比他们那几个领袖要聪明得多。”
在这轮抗议的商榷过程中，肯尼迪政府私下认为好斗的示威“与国家不利”，“黑人们有些过分了。”5月24日，罗伯特·肯尼迪与黑人知识分子们举行会晤，探讨种族问题。黑人们抨击肯尼迪，指责他在民权问题上优柔寡断，称非裔美国人社区正在滑向暴力的悬崖。会议结束，双方都心怀鬼胎。不过，肯尼迪政府认为在平等住房上进行立法是将积极分子“坐进法院，离开街区”的关键。
1963年6月11日，阿拉巴马州长乔治·华莱士通过堵校门的方式试图阻止阿拉巴马大学的整合。约翰·F·肯尼迪总统派出军队，将州长华莱士顶了出去，保障了Vivian Malone Jones和詹姆斯·胡德能够顺利入学。当晚，肯尼迪总统以全国电视电台讲话的方式发表了历史性的公民权利讲话，并叹息“不满情绪高涨威胁到了公共安全。”他向国会呼吁，希望通过新的民权法案，呼吁全国在接受公民权利“道德上...进入我们的每日生活”。在5月12日早上，密西西比州全国有色人种协进会执行秘书美德加·艾维斯被三K党徒刺杀身亡。第二周，即1963年5月19日，肯尼迪总统如约向国会递交了民权法案草案。

### 向华盛顿进军，1963年

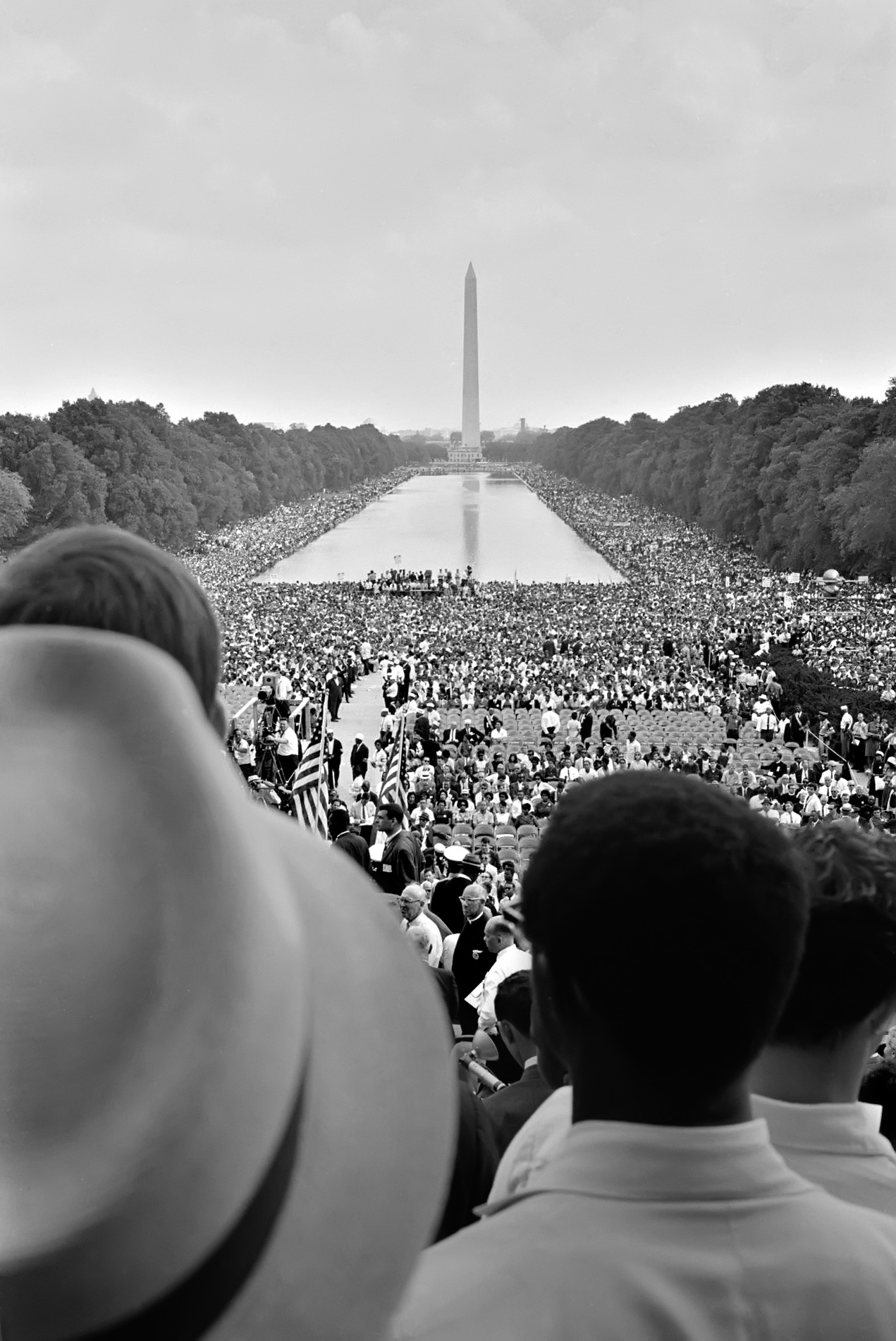
为工作和自由向华盛顿进军，国家广场

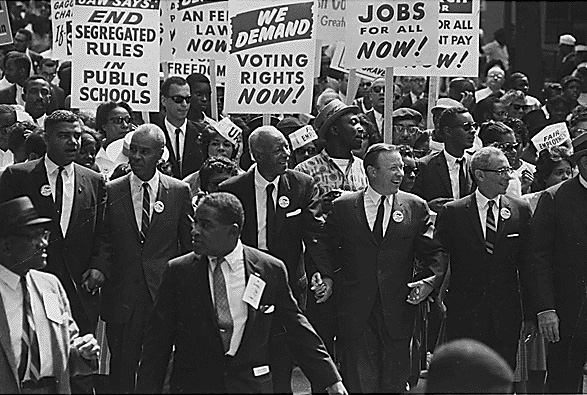
1963年8月28日的“向华盛顿进军”，前領人士由華盛頓紀念碑出發，前往林肯紀念堂

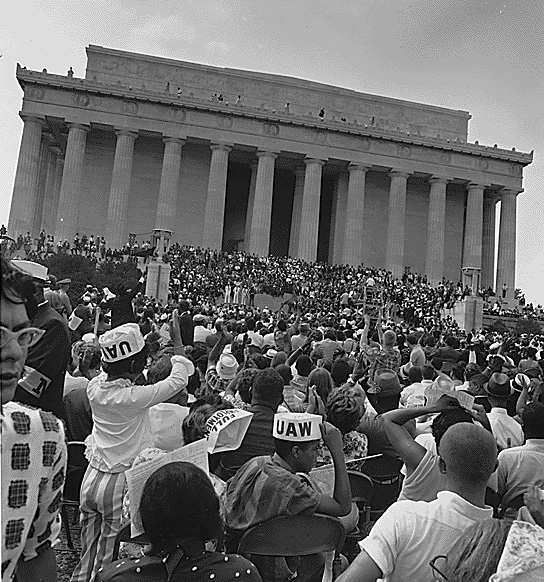
民权运动领袖来到林肯纪念堂

A·菲利普·伦道夫在1941年为向华盛顿进军做出计划，以便在国防工业废除雇佣歧视提供支持；当罗斯福政府签署行政法令第8802号，临时废止种族歧视，并责令有关单位监督实施时，伦道夫叫停了运动。
伦道夫和贝亚德·鲁庭斯是第二次进军的主要策划人，他们在1962年提出该计划。在1963年，肯尼迪政府起初表示反对，认为这对立法不利。然而，伦道夫和金坚持认为运动必须进行下去。当进军开始时，肯尼迪政府决定有必要支持运动成功。在权衡结果后，肯尼迪总统召唤了更多的教会领袖和全美汽车工人联合会来帮助组织运动。
1963年8月28日，进军开始，伦道夫虽然只为黑人运动做了计划，但是该运动成为所有主要民权组织的合作成果，包括劳工运动进步翼和其他自由组织。进军包括6个正式目标：
- 有意义的民权法案
- 大量联邦劳工计划
- 就业的全面与公平
- 合适的住房
- 投票权利
- 充足的整合教育

在此，进军的主要关注点是通过民权法案，在伯明翰动乱后肯尼迪政府向国会递交了该法案。

马丁·路德·金演讲

全美媒体关注了此项运动，以及可能的影响。在“向华盛顿进军和电视新闻”当中，威廉·托马斯（页面存档备份，存于）注意到：“各大媒体派出超过500名摄像师、技术人员和记者来报道该事件。架设的相机之多超过了上次总统就职典礼的数量。一个相机高架在华盛顿纪念碑上，为进军者拍摄壮观的画面”。通过传播组织者的演讲，提供他们自己的观点，电视台为当地观众观看并理解该事件提供了道路。
进军成功了，但并非没有争议。约有200,000到300,000名示威者聚集在林肯纪念堂门前，金在此发表了他著名的演讲《我有一个梦想》。很多演讲人为肯尼迪政府喝彩，后者递交的新民权法案可以更加有力地保护投票权、废除种族隔离制度。学生非暴力协调委员会的约翰·路易斯就政府没有尽力保护南方腹地的黑人和民权运动分子免遭袭击进行指责。
在游行后，金和其他民权运动领袖在白宫会见了肯尼迪总统。肯尼迪总统表面上诚恳地答应要通过法案，但是在国会投票中这无法知晓。然而，当肯尼迪总统在1963年11月22日遇刺后，新总统林登·约翰逊决定利用自己在国会的影响力实现肯尼迪政府的承诺。

### 马尔科姆·X加入运动，1964-1965年
1964年3月，伊斯兰国度的全国代表马尔科姆·X正式脱离该组织，并发表公开演讲，愿意与任何民权运动组织合作，只要他们支持自卫权利和黑人民族主义，马尔科姆称不再需要他们支持黑人分离主义。马里兰州剑桥市学生非暴力协调委员会带头人歌莉娅·理查德森，剑桥叛乱领袖，向华盛顿进军荣誉成员——立即表示支持马尔科姆的号召。理查德森夫人，“全美最著名的女性民权运动领袖，”告诉《巴尔的摩非裔美国人》称“马尔科姆很实在…直到事件变得无法挽回时，联邦政府才介入矛盾。自卫可以迫使华盛顿更早地介入。”1963年5月早些时候, 詹姆斯·鲍德温公开称“在这个国家里，黑人穆斯林运动是我们唯一可以称之为草根的运动，我不得不说…马尔科姆为黑人说话，为他们的苦难说话…他坚持表达了他们的现实...”在地方层面上，马尔科姆和伊斯兰国度在1962年起就与种族平等大会哈莱姆分区合作  。
1964年3月26日，当民权法案在国会遭遇顽固的抵制时，马尔科姆在国会大厦与马丁·路德·金举行了公开会晤。早在1957年，马尔科姆就试图与金博士建立对话往来，但是金断然拒绝。作为回应，马尔科姆称金“汤姆叔叔”，后者放弃黑人武装以便迎合白人的权力制度。然而，两人在面对面会晤中关系融洽。很明显，金准备支持马尔科姆的计划，以便正式将美国政府推到联合国面前，控诉他侵犯非裔美国人的人权。现在，马尔科姆号召黑人民族主义者参与投票注册，以及其它形式的社区组织来重新定义并将运动扩大化。
在1963到1964年间，民权运动积极分子变得越来越倾向于暴力，这是因为奥尔巴尼运动的受阻、警方镇压和三K党在伯明翰的恐怖袭击、以及美德加·艾维斯遇害的刺激造成的。密西西比州协进会现场主管查尔斯·艾维斯——美德加·艾维斯的兄弟——于1964年2月15日在协进会公开集会上称“密西西比州非暴力运动行不通…我们决定了…在密西西比州如果白人向黑人开枪，我们就开枪回敬。”1964年3月24日，佛罗里达州杰克逊维尔的静坐示威遭到了镇压，导致骚乱，黑人青年向警方投掷莫洛托夫鸡尾酒。马尔科姆·X在这一期间发表了密集的演讲，警告如果非裔美国人的权益不能被全面承认，这种武装行为将会进一步升级。在1964年4月具有里程碑意义的演讲《選票還是子彈》中，马尔科姆向美国白人发表了最后通牒：“新的战略来到了。这个月是莫洛托夫鸡尾酒，下个月是手榴弹，在下个月又是新花样。要么是选举、要么是子弹。”
在注视奖品中，“马尔科姆·X在民权运动上有着深远的影响。在南方，自给自足有着深厚的传统。马尔科姆·X的想法触动了这一传统。”在1964年民主党全美大会上，自给自足成为了亮点，后者拒绝列席密西西比州自由民主党，而是通过以破坏吉姆·克劳法为名列席州代表学生非暴力协调委员会变得越来越倾向于武装斗争，在1964年12月与马尔科姆·X合作，为两个哈莱姆区密西西比州自由民主党筹集资金。当范妮·罗·哈默尔向哈莱姆人讲话，谈起吉姆·克劳法的暴力压迫时，她提起自己在密西西比州的遭遇，当她将此事与北方警察对黑人的残酷镇压，而马尔科姆予以强烈谴责。当马尔科姆认为非裔美国人应该学习肯尼亚的茅茅起义，以便获得独立时，很多学生非暴力协调委员会成员报以喝彩。在1965年为争取投票权的塞尔玛运动中，马尔科姆称自己得知塞尔玛受到越来越多的私刑威胁，在1月末致美国纳粹党首乔治·林肯·洛克威尔的公开电报中称：“如果你将种族问题激化，在阿拉巴马州侵犯我们的人民，对金牧师和其他美国黑人造成物理伤害…你和你的KKK伙伴将会从我们这里得到最大限度的物理报复，我们是不受非暴力哲学的束缚的。”在随后一月中，学生非暴力协调委员会塞尔玛地方支部邀请马尔科姆向群众集会演讲。在马尔科姆出席的当天，约翰逊总统发表公开声明，支持塞尔玛运动。协进会法律辩护基金副主任保罗·瑞安·海古德认为是马尔科姆的努力迫使联邦政府作出回应。海古德注意到“在马尔科姆访问塞尔玛后不久，一位联邦法官因司法部起诉的案件，要求达拉斯郡注册机构每个工作日处理100名黑人申请人的申请。”

### 佛罗里达州圣奥古斯丁，1963–64年
1565年，西班牙人在佛罗里达州东北岸建立了圣奥杜斯丁，后者被冠以“全美最古老的城市”而闻名。该城市在1964年民权法案通过时扮演了重要的角色。黑人牙医，空军老兵罗伯特·B·海灵博士与协进会合作，自1963年起在当地举行运动，反对种族隔离制度，结果是海灵波士和三位搭档詹姆斯·杰克逊、克莱德·詹金斯、詹姆斯·霍瑟在当年秋季被三K党人残忍地殴打。
蒙面夜骑向黑人住宅射击，青年奥德利·尼尔·爱德华兹、乔安·安德逊、山姆·怀特、威利·卡尔·辛克尔顿(被称之为“圣奥古斯丁四青年”)在当地伍尔沃斯的午餐柜台就坐后，并被判处六个月的监禁和管教学校。在《匹兹堡信报》、傑基·羅賓森等方面领导的全美抗议后，佛罗里达州长和州理事会才调查此事，释放了当事人。
为了应对压迫，圣奥古斯丁运动在非暴力直接行动的同时，采用了武装自卫的手段。在1963年6月，海灵博士公开称“我和其他人已经武装上了。我们会先开枪，后问话。我们不会像美德加·艾维斯那样死去。”这席话成为全美头条。当三K党蒙面夜骑人在圣奥古斯丁的黑人社区实行恐怖威胁时，海灵的协进会成员开火将其驱散，在10月份，一位党徒被杀。
1964年，海灵博士和其他积极分子敦促南方基督教领袖协会前来圣奥古斯丁。在春假时，第一次行动开始，海灵向北方大学的学生们发出邀请，邀请他们前来这个古老的城市，不是来海滩度假，而是参与抗议示威。麻省四位著名女士——玛丽·帕克曼·皮博迪夫人、以斯帖·伯吉斯夫人、黑斯特·坎贝尔夫人(她们的丈夫都是圣公会主教)和佛罗伦斯·罗(丈夫是约翰·汉考克保险公司的副总)前来助威。皮博迪夫人高龄72岁，是麻省州长的母亲，当她和整合团队一起前往实行种族隔离的庞塞·迪里昂汽车旅馆就坐时，她遭到逮捕，成为全美的封面新闻，为圣奥古斯丁民权运动吸引了世界的关注。
在随后的数月中，大量公共活动持续不断，国会就民权法案进行了冗长辩论，创造了新的历史记录。1964年6月11日，马丁·路德·金博士在圣奥古斯丁的孟森汽车旅馆被捕，这是他在佛罗里达州唯一被捕的地方。在狱中，他向北方的支持者，新泽西州的拉比以色列·德雷内寄出“圣奥古斯丁狱中来信”，敦促他召集众人参加运动。一周后，拉比们在孟森旅店内进行祈祷，导致大规模逮捕，再破美国历史记录。
当黑人和白人们在孟森旅馆的游泳池内游泳时，经理向池内倒入酸水，该场景被拍摄，成为圣奥古斯丁著名照片。在参议院对1964年民权法案投票的当天，这一令人发指的照片刊登在华盛顿新闻的头版上。

### 密西西比自由之夏，1964年
1964年夏，联合组织委员会将将近1,000名积极分子带到密西西比州——他们大多数是白人大学生——和黑人积极分子一道参与投票，在“自由学校”任职，并组织密西西比州自由民主党。
密西西比州很多白人居民发自内心地憎恶外来人和对他们生活的改变。州政府和地方政府、警察、白人公民协会和三K党利用逮捕、殴打、纵火罪、刺探、解雇、驱除和各种形式的恐吓与骚扰来压制试图注册投票或是争取社会平等的黑人。
1964年6月21日，三位民权运动工人消失了。密西西比州的一位年轻黑人，水泥匠学徒工詹姆斯·錢尼；两位犹太人积极分子，皇后学院人类学生安德鲁·古德曼；来自曼哈顿下东城的种族平等大会成员麥可·史維納三人发现被人谋杀，经查发现是当地三K党徒，有些甚至是尼肖巴县警察局成员。这使得公众感到愤怒，使得美国司法部和联邦调查局(后者在早些时候对种族隔离和迫害黑人问题持回避态度)着手介入。这些愤怒帮助民权法案得以通过。
从6月到8月，自由之夏积极分子在州内约38个当地项目上努力，大多数集中在密西西比河三角洲地区。至少有30个自由学校建成，约有3,500名学生入学，28个社区中心建立。
在夏天计划中，约有17,000名密西西比州黑人试图登记投票，并遭遇到红条带和白人优越主义者的干扰——只有1,600人(少于10%)成功注册。但是多于80,000人参加了密西西比州自由民主党，成立了非主流政治组织，展示了他们希望通过投票来参与政治的愿望。
虽然自由之夏没能为大多数投票者进行注册，但是它对民权运动产生了重大影响。吉姆·克劳法系统的建立对人民进行了世世代代的压迫和孤立，运动在反对这一系统上起了助推作用。在自由之夏之前，全美新闻很少对南方腹地的黑人投票压迫事件做出报道，无视黑人民权运动人士的安危。南方全面运动的进步为密西西比州吸引来全美媒体的关注。
北方白人富有学生的死亡和对北方人的威胁将全州推到了聚光灯下。很多黑人积极分子感到愤恨，认为媒体对待白人和黑人的生命不公。自由之夏最重要的影响之一大概是对义工们了，几乎所有黑人和白人义工都认为这一时期对他们的人生造成了重大影响。

### 1964年民权法案
虽然肯尼迪总统向国会递交了民权法案草案，得到了来自北方议员和两党人士的支持，南方参议院威胁道要用冗長辯論的方式来阻止法案通过。在参议院层面上，法案经过了54天的冗長辯論后，约翰逊总统才得以签署法案，使其生效。
1964年7月2日，约翰逊签署了1964年民权法案，在雇佣关系和公共住宅里禁止歧视，不分“种族、肤色、宗教信仰、性别或宗祖国籍”。法案允许司法部长根据新法案提起公诉。法案同时废止了州郡与之相抵触的条规。

### 密西西比自由民主党，1964年

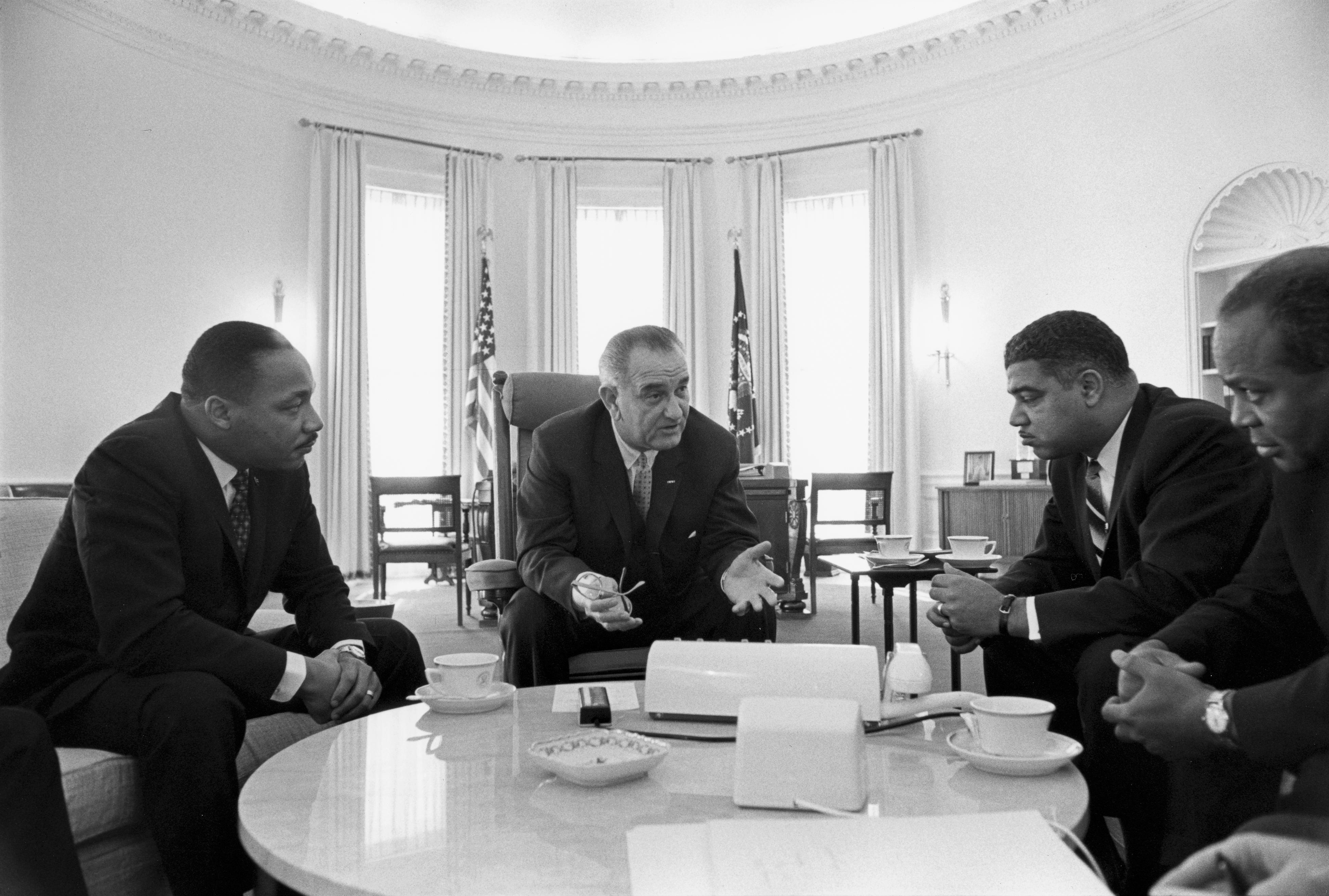
林登·约翰逊总统会见民权运动领袖马丁·路德·金、惠特尼·杨与詹姆斯·法默，1964年1月

自十九世纪末，密西西比州的黑人就被剥夺了法定的和合乎宪法的权利。在1963年，联合组织委员会在密西西比州举行了自由投票运动，以展示密西西比黑人投票的意愿。有超过80,000人注册投票并进行了模拟活动，为“自由党”选举了候选人，对抗州官方的民主党候选人。
1964年，组织者发起了密西西比自由民主党，挑战全白人的官方政党。当密西西比投票注册站拒绝承认他们的候选人时，他们开了自己的大会。他们推举了范妮·罗·哈默尔、安妮·迪瓦恩和维多利亚·格雷竞争国会席位，并代表密西西比州参加1964年民主党全美大会。
密西西比自由民主党在新泽西州亚特兰大城的出现对于大会组织者来说不是件令人开心的事情。按计划，他们打算对约翰逊政府签署民权法案进行大规模庆典，而不是在民主党内就种族主义进行内讧。其他南方州郡的全白人代表威胁退席。约翰逊则担心对手会乘虚而入。
然而，约翰逊无法阻止自由民主党向认证委员会递交案件。范妮·罗·哈默尔雄辩地表达自己和他人在注册投票时受到的诸多威胁。面对电视机摄像头，哈默尔问：“这就是美国？”
约翰逊向密西西比自由民主党提供“妥协”意见，称为其提供两个无投票权的席位，而官方民主党的白人代表则会持有原来的席位。密西西比自由民主党人气愤地拒绝了这样的“妥协”提议。
在没有得到官方承认后，密西西比自由民主党将此带入了大会。当一些代表拒绝宣誓效忠，起座离席后，自由民主党人才在他人的怜悯下在空位落座。当第二天他们回来时发现席位已经被挪走了。他们鸣唱“自由歌”。
1964年民主党大会让密西西比自由民主党和民权运动人士觉悟，但这并没有消灭他们。在亚特兰大城后，密西西比自由民主党变得更加激进。他们邀请马尔科姆·X来大会演讲，反对越战。

### 金获得诺贝尔和平奖
1964年12月10日，年仅35岁的马丁·路德·金博士被授予诺贝尔和平奖，成为该奖最年轻的得主。

### 新奥尔良美国橄榄球联盟运动员抵制运动，1965年1月
在1964年美国橄榄球联盟职业联赛赛季后，全明星大赛定在1965年早期于新奥尔良的杜兰体育场举办。但是，很多黑人运动员遭到新奥尔良旅馆拒绝服务，白人出租车拒绝载客，于是，黑人和白人运动员一道联合进行新奥尔良抵制活动。在布法罗比尔运动员的领导下，包括库克·吉尔克里斯特在内，运动员联合了起来。比赛被转移到休斯敦杰普森体育馆举办。
根据1964年7月签订的1964年民权法案来说，抵制反对歧视的行为是违法的。新法可能鼓励了美国橄榄球联盟的运动员参与了运动。这是职业运动界第一次举办的全城抵制运动。

### 塞尔玛投票权利运动和投票权利法案，1965年
1963年，学生非暴力协调委员会在阿拉巴马州塞尔玛采取了一系列大胆的措施来争取投票注册权，但是到了1965年，迫于萨尔玛警长吉姆·克拉克的压力，进展缓慢。在当地居民向南方基督教领袖会议求助后，金来到了塞尔玛，领导了一些游行，并与250名示威者一道被捕。游行人士受到警方持续的暴力阻挠。1965年2月17日，临近马里恩的居民吉米·李·杰克逊在稍后的游行中被警方杀害。杰克逊的去世促使萨尔玛运动主任詹姆斯·贝弗尔策划了从塞尔玛到州首府蒙哥马利市的游行。
1965年3月7日，根据贝弗尔的计划，南方基督教领袖会议的何西阿·威廉姆斯和学生非暴力协调委员会的约翰·路易斯带领600多人从塞尔玛步行54英里（87公里）前往州首府蒙哥马利市。游行只走了6个街口，到达埃德蒙·佩特斯桥时，州警卫队和当地执法人士围堵了手无寸铁的游行人士，有的甚至骑着马，用棍棒、催泪弹、绳索、鞭子殴打人群。他们将人群驱赶回塞尔玛。约翰·路易斯被打晕。有其他16人被送入医院。在被打人群中包括艾米利亚·博因顿·罗宾逊，她是当时民权运动的中心人物。
全美新闻直播了警察殴打毫无反抗能力的游行人士，后者不过是试图践行宪法赋予的权利，正如两年前伯明翰的场景一样。两个星期后，游行人士从法院得到许可，得以安全地进行游行。

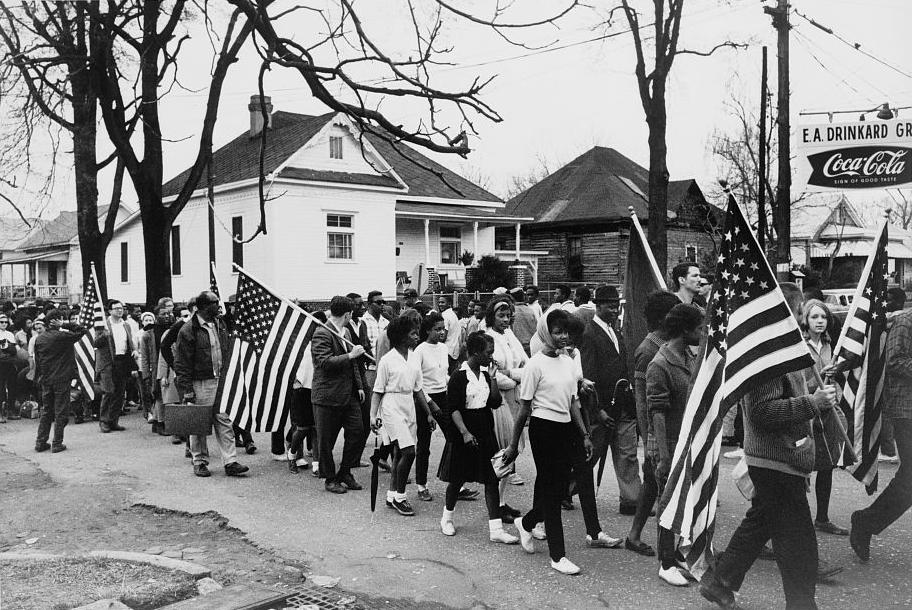
从塞尔玛到蒙哥马利游行参与者

第一次游行的八天后，约翰逊总统发表电视演讲，为自己向国会递交的投票权利法案寻求支持。在此，他称：
即便我们通过了法案，战斗并没有停止。塞尔玛发生的事情不过是更大运动的冰山一角，它触及了美国各个州、各个部门。它是美国黑人为确保他们能够完全美国生活中所有恩典而做出努力。
他们的事业也必须是我们的事业。因为这不光光是黑人，事实上这关系我们所有人，我们都必须战胜偏执和不公的劣根。而我们必将得胜。
8月6日，约翰逊签署了1965年投票权利法案。该法案撤销了人头税、文化考试和其他相关注册考试。就使用相关考试的州郡，法案要求联邦政府加以监督。非裔美国人注册时若是受到阻挠，可以上诉当地或州法院，后者在先前持默然态度。如果投票注册时出现歧视，法案准许司法部长派遣联邦专员来替代当地注册机构。据报道，约翰逊表达了该法案会使得民主党在不远的未来丧失不少白人选民。
该法案对非裔美国人产生了立竿见影的正面效果。在法案通过的数月内，有250,000名黑人成功注册，有1/3是通过联邦专员注册。在四年内，南方投票注册翻倍。1965年，密西西比州的黑人投票率最高，达74%，使得一大批黑人进入公共行政体系。1969年，田纳西州的黑人投票率为92.1%；阿肯色州77.9%；德克萨斯州73.1%。
反对投票权利法案的白人立刻付出了代价。1966年，因压迫黑人而著名的阿拉巴马州警长吉姆·克拉克需要参选。虽然他摘下了胸前的“永不”牌子，但是依然竞选失利。在选举中，由于黑人的坚持，克拉克失败。日后他因贩毒而进入监狱。
黑人重获投票权利改变了南方。当国会通过了投票权利法案时，仅有100名非裔美国人拥有公职，他们全部在北方州郡。到了1989年，有超过7,200非裔美国人拥有公职，其中有4,800名在南方。阿拉巴马州几乎所有的黑人聚居区(主要人口均为黑人)都有一位黑人警长。南方黑人在城市和州郡拥有高级领导地位。
亚特兰大选举了黑人市长安德鲁·杨，密西西比州杰克逊选举了小哈维·约翰逊，新奥尔良选举了俄内斯特·莫里奥。全国层面的黑人政治家包括芭芭拉·乔丹，她成为国会德克萨斯州的众议院，吉米·卡特指派安德鲁·杨作为美国的联合国代表。朱利安·邦德在1965年选入佐治亚州议院，但是由于反对越战，他在1967年竞选失利。约翰·路易斯代表佐治亚第五区参选美国众议院，并一直任职到1987年。

### 公平住宅运动，1966-1968年
1963年加州通过了拉姆福德公平住宅法，是那一时代对反抗住宅种族隔离的第一次重大打击。随后，加州白人投票者和地产说客颁布了第14号主张，撤销了拉姆福德法案，间接导致瓦特暴乱。1966年，加州最高法院宣布第14号主张无效，重新确立了公平住宅法案。
为公平住宅法案的努力成为随后两年的大事。1966年，马丁·路德·金领导了芝加哥自由运动。次年，詹姆斯·格洛比神父和协进会青年团也在密尔沃基的公平住宅运动上吸引了全美的注意力。两个运动都遭到白人房主的暴力抵制以及保守政客的法律压迫。
公平住宅法案在当时的民权立法中最具争议。鼓吹这一法案的参议员沃尔特·蒙代尔在随后年份中注意到该法案在美国历史上遭到的冗長辯論辩论最厉害。法案受到来自北方和南方参议员的反对，以及全美房地产理事协会的反对。“1966年民权法案”提案因包含公平住宅条款而完全失败。蒙代尔评论道：
很多的民權(立法)都是在糾正南方的行為並將喬治·華萊士趕下台，(也)直接落實到全國的各個社區裡，民權終將落實到個人身上。

### 孟菲斯，金遇刺与穷人游行，1968年

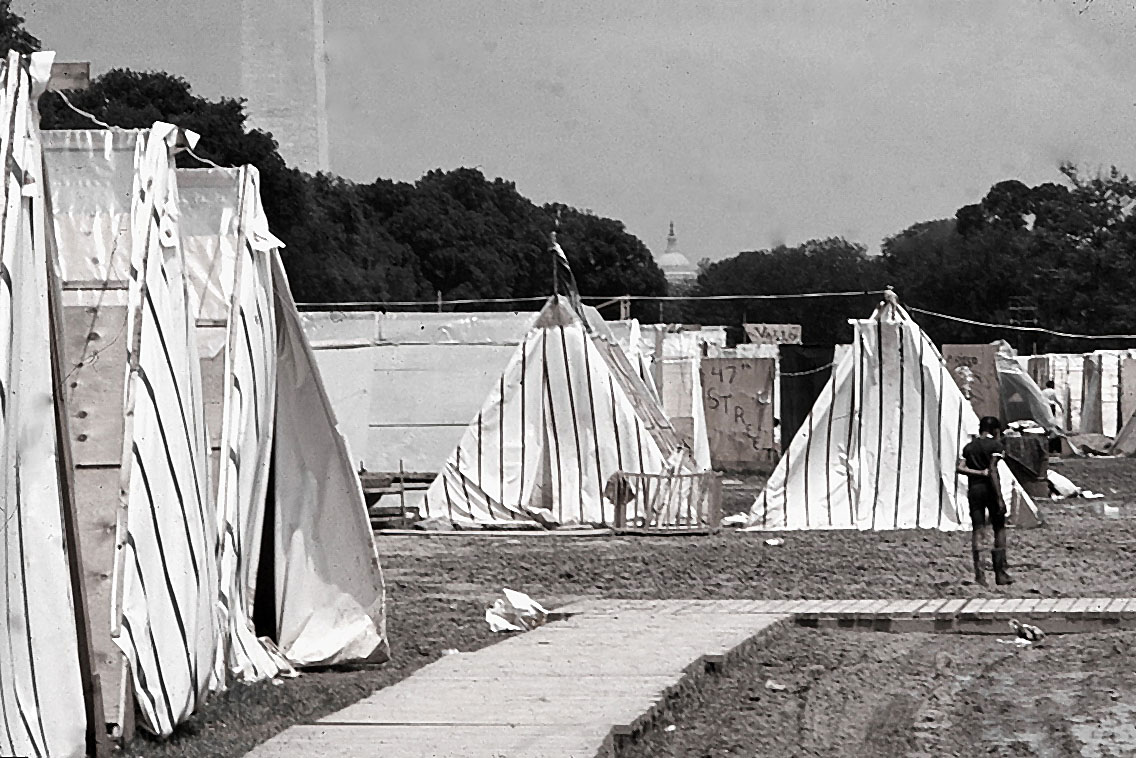
可容纳3000人的贫民窟，即“复活城”搭建在国家广场上

1968年3月，詹姆斯·劳森牧师邀请金前往田納西州孟菲斯来支持环卫工人罢工。当两名工人在岗位上遭遇事故身亡后，工会代表工人组织罢工，金认为他们的努力是穷人运动的关键部分。
金發表布道“我已到达顶峰”，阐明他对美国社会未来的景观，一天后的1968年4月4日，金遇刺。随后，全美多达110个城市的黑人社区发生抗爭，特别是在芝加哥、巴尔迪莫和华盛顿特区。
4月8日，在金葬礼的一天前，科丽塔·斯科特·金和他们的三个孩子带领着20,000人穿过孟菲斯街头，手持标语“荣耀的金：结束种族主义”和“现在就要公平正义”。全副武装的国民警卫队站满了街头，坐在M48巴顿坦克上保护游行人士，直升飞机盘旋在上。4月9日，金夫人和其他150,000人在亚特兰大街市上举行葬礼。她的尊严鼓舞了许多运动成员，将为种族平等而努力的新领导力凝聚在一起。
科丽塔·斯科特·金说：
马丁·路德·金将自己的生命奉献给世界上的穷人、孟菲斯的收垃圾工人和越南的农民。那一天黑人和其他被束缚的人得到了真正的自由，那一天贫穷不再有，那一天战争不再有，那一天我知道我的丈夫会在早已应得的和平里安息。
拉尔夫•阿伯内西牧师接替金成为南方基督教领袖会议的领导人，并试图继续金的穷人运动。该运动旨在联合黑白人种改变美国社会和经济结构。运动在阿伯内西的领导下继续，但是没有达成既定目标。

### 1968年民权法案
1968年起，公平住宅法案再次遭到冗长辩论，但是有两件事围绕着它展开。克内委员会就1967年贫民窟暴乱在3月1日递交国会，强烈推荐“完全而包含联邦保障的公开住宅法案”以弥补社会动乱。参议院在该周停止了冗长辩论。
美国众议院在4月递交法案时，金博士遇刺，美国爆发了自内战以来最大的暴乱。参议员查尔斯·马萨斯写道：
有的参议员和众议员公开声明称他们不会因这些骚乱吓倒或是去冲动立法。然而，新闻对暴乱的报道以及美国白人与黑人之间潜在的收入、工作、住房和教育差距告诉公民和国会，现实中凸显的巨大社会问题。国会成员明白他们必须应对美国生活中的失衡问题，以使金雄辩宣扬的梦想能够得以实现。
4月10日，众议院通过了法案，第二天约翰逊总统签了字。1968年民权法案禁止在住房销售、租赁、金融方面就种族、宗教、宗祖国籍进行歧视。将“因种族、肤色、宗教或宗祖国籍...用暴力或物理、伤害、恐吓、干预他人”列为联邦罪行。

## 其他事件

### 相悖观点
尽管普遍认为马丁·路德·金和马尔科姆·X以及“黑人权力”的理念互相之间有分歧，它们是民权运动仅有的意识形态，但是许多黑人还有其他的观点。一些黑人担心民权运动的事件发生得过于迅猛，觉得领袖们应该放慢步伐。还有一些人认为黑人对运动的关注度不够高，感觉把注意力放在黑人社区内部的改革问题上更好。
那些公然拒绝种族融合的人通常都有一个合法的理由，比如说他们害怕改变习以为常的现状，或者呆在一个有更多白人的环境中让他们感到不安全。不过有些黑人捍卫种族隔离是为了依赖与白人权力统治集团之间的联系以在社会地位和经济状况上凌驾于其他黑人之上。1966年唐纳德·马修斯和詹姆斯·普罗思罗的研究详细列出了赞成融合、反对融合、和有其他想法的黑人的相对比例。罗兰·温纳依据这项研究断言：
维护种族隔离的黑人们乍一看很像是黑人民族主义者，尤其是他们偏爱纯黑人机构；但是从两方面来看维护种族隔离的黑人与民族主义者是不同的。首先，当两个阵营都批评协进会式的融合时，黑人民族主义者清楚地提出了除融合和吉姆•克劳法以外的第三种方案，而种族隔离捍卫者却更加愿意安于现状。其次，黑人种族隔离捍卫者的政治词典里没有自卫的需求。他们提倡纯黑人机构，但不是独立自主的纯黑人机构；事实上，一些黑人种族隔离捍卫者断言黑人只有在白人家长式的管理和监督下才能兴旺繁荣。
非裔美国人社区领导往往都是坚定的种族隔离捍卫者。黑人教堂牧师、商人和教育工作者也希望保持种族隔离，坚持种族隔离主义理想，为的是维持他们靠白人的眷顾而得到的利益，比如说金钱收益。另外，他们也依靠种族隔离来保住自己的饭碗和维持社区经济的欣欣向荣。有人担心如果种族融合在南方蔓延开来，那么黑人拥有的企业和其他机构的客户群有很大一部分会流失到白人拥有的企业，很多黑人也会丧失当前黑人独享的工作机会。从另一方面看，黑人普通老百姓也批判种族融合。他们强烈反对民权运动中的一些部分，也不认可黑人有可能在不受白人妨碍的情况下享受消费和经济自由。
对于马丁·路德·金、马尔科姆·X、其他运动领袖以及运动团体来说，这些反对意见是他们的阻碍。这些意见让民权运动领袖的工作更加难以完成，它们在整个民权运动中也是很重要的。大多数情况下，对民权运动和活动积极分子的意识形态持保留态度的黑人个体靠自己的力量并不能起决定性的影响，但是这些观点让一些黑人能够表达他们对社会结构变革的忧虑。

### 肯尼迪政府，1961–63年

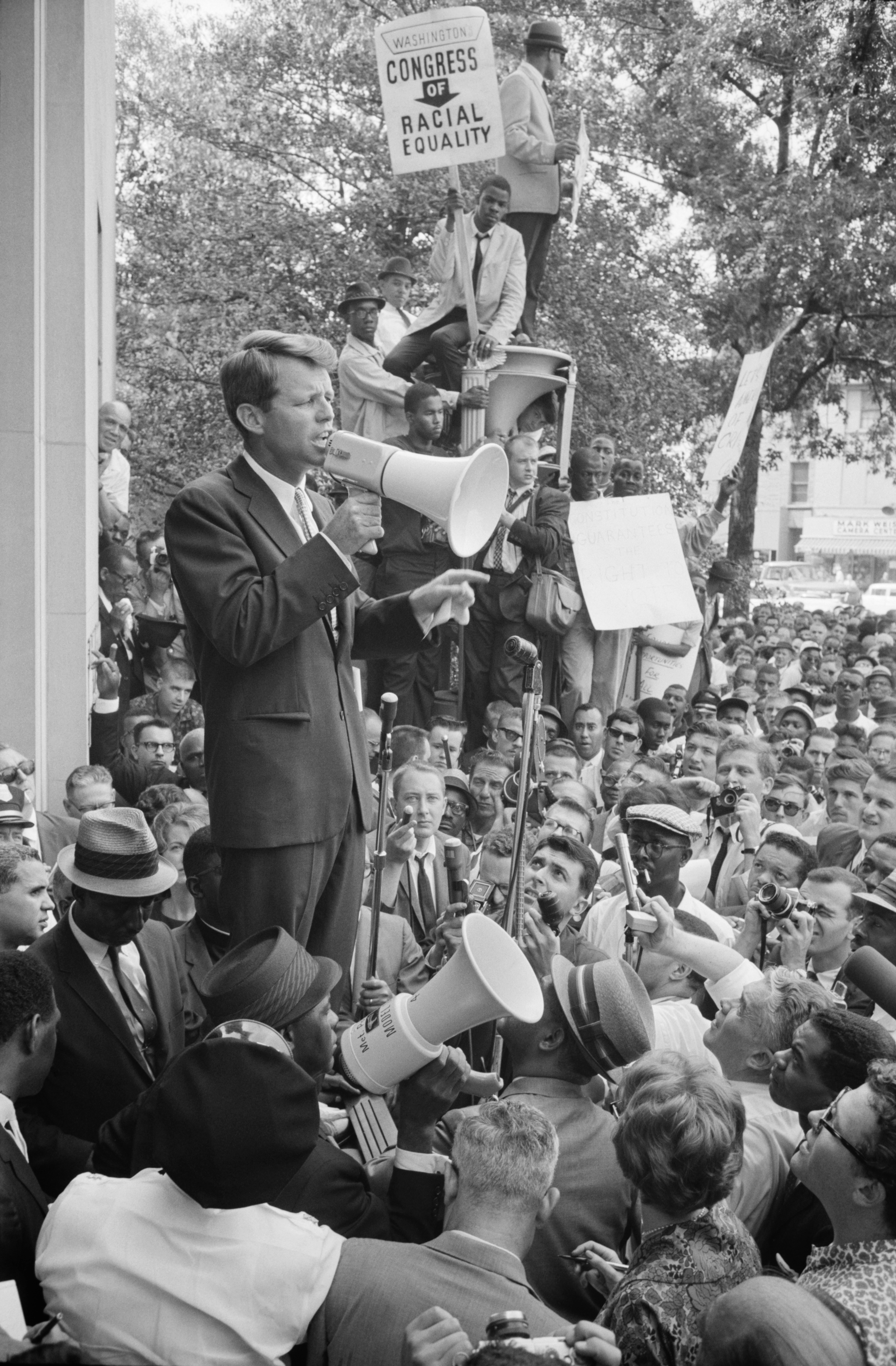
罗伯特·F·肯尼迪向民权运动人群讲话，司法部大楼，1963年6月。

约翰·F·肯尼迪在竞选总统之前为种族歧视问题投票的记录微乎其微。肯尼迪向他最亲密的顾问坦诚，在总统任期的头几个月，他几乎不了解民权运动。
肯尼迪担任总统的头两年，民权活动家对肯尼迪总统和司法部长罗伯特·F·肯尼迪持有不同看法。许多人都不相信肯尼迪政府会支持民权运动。长久以来美国黑人对白人所谓的自由政治一直持悲观厌倦的态度，这让很多黑人对任何一个声称为黑人的自由排忧解难的白人总统都感觉不安。然而，也有很多人强烈地感觉到肯尼迪政府代表了政治对话的新时代。
尽管观察家们在讨论1960年到1963年期间对民权运动的行政和立法支持时经常使用“肯尼迪政府”或者“肯尼迪总统”，实际上很多举措都是出自罗伯特·肯尼迪的激情。虽然罗伯特·肯尼迪很快了解了种族歧视的现实，但是作为司法部长他对种族歧视的看法经历了彻底转变。约翰·肯尼迪总统和他的弟弟罗伯特·肯尼迪一样也开始意识到种族歧视问题迫在眉睫。司法部长罗伯特·肯尼迪成功劝说总统约翰·肯尼迪就种族歧视问题发表一个全国性的演说。
1961年5月中旬，自由乘车运动爆发时，全世界都在播放安妮斯顿和伯明翰燃烧的公共汽车和野蛮斗殴的画面，此时罗伯特·肯尼迪才认真关切公民权力。这时肯尼迪总统要在维也纳与苏联共产党第一书记赫鲁晓夫参加一个峰会，肯尼迪政府非常尴尬。白宫很关注自己在新独立的亚非国家人民心中的形象，罗伯特·肯尼迪通过美国之音回应说美国的种族关系已经得到了长足的进步。同时，为了使民众的注意力集中在总统的国际行程上，政府在背后使用极少暴力手段来解决民权运动危机，防止自由乘车运动再上媒体头条。自由乘车运动的记录文件指出，“处于次要地位的民权问题已经撞上了冷战权力政治的迫切需求。”
5月21日，当一个白人暴徒袭击并烧毁了阿拉巴马州蒙哥马利第一浸信会教堂，当时金和示威者在那里坚守抵抗，罗伯特·肯尼迪在电话里要求金待在教堂里直到警官和国民警卫队可以确保该区域的安全。金痛斥肯尼迪“让局势继续恶化”。后来金公开向罗伯特·肯尼迪致谢，感谢他指挥军队瓦解了进攻，否则金可能就命丧黄泉。
占据微弱多数国会议员席位的肯尼迪政府推动立法的能力很大程度上依赖于与南方参议员和众议员之间的博弈。没有副总统林登·约翰逊（他曾担任参议员多年，在国会里有庞大的关系网）的支持，司法部长的许多计划都会停滞不前。
1962年底，民众对政治改革缓慢前行的失望被民权运动对立法的强烈要求抵消了：住房权、所有美国政府部门的行政代表，投票箱的安全条件，对法院施压起诉种族主义罪犯。年底，金评论说：
本届政府已经取得了前所未有的成果，「尤其是在投票权和政府任命上」。精力旺盛的年轻人对民权问题展现了巨大的热忱，并发起了富有想象力的勇敢攻击。
从与阿拉巴马州州长乔治▪华莱士对峙，“猛攻”约翰逊副总统（因为他未能在行政区域废止种族隔离制度），到用取消律师资格证来威胁腐败的南方法官，再到废除州际运输的种族隔离，罗伯特▪肯尼迪为民权运动殚精竭虑。1968年罗伯特▪肯尼迪竞选总统时依然再为解决这些社会不公平问题而努力。
在华莱士州长向允许美国黑人学生登记进入阿拉巴马大学学习妥协的当天晚上，肯尼迪总统面向全国发表演讲，这篇演讲成为了保障民权政策改革的里程碑。肯尼迪总统说，必须要当机立断，立即采取行动：
“我们在世界各地宣扬自由，我们说到做到，在这里我们珍视自由。但是难道我们要告诉世界，更重要的是告诉我们彼此，除了黑人以外这里是一个自由的国度？除了黑人以外我们都是一等公民？除了黑人以外这里没有阶级或等级制度，没有贫民窟，没有优等种族？现在是时候让这个国家兑现诺言了。伯明翰等地的事件让黑人对种族平等的呼声如此嘹亮，没有任何一个城市或州或立法机关可以充耳不闻。”——总统肯尼迪，
肯尼迪兄弟和马丁·路德·金博士都因暗杀而英年早逝。在肯尼迪总统被刺身亡之前，《1964年民权法案》的基本工作已经启动。在肯尼迪兄弟、马丁·路德·金（和其他民权领导人）以及林登·约翰逊总统的共同努力下，国会意识到政治和行政改革的迫切性。
1966年，罗伯特▪肯尼迪访问南非，支持反对种族隔离运动。这次南非之旅为他赢得了国际赞誉，当时很少有政客愿意卷进南非政治。罗伯特·肯尼迪则大声说出他反对压迫黑人。因此黑人们如接待来访的外国元首一样拥戴他。在接受《展望杂志》的采访时，罗伯特·肯尼迪说：
在德班的纳塔尔大学，有人告诉我，大多数白人所属的教堂将种族隔离作为一种必要道德进行教授。一个提问者说教堂不允许非洲黑人与白人一起祷告，因为圣经上说就应该这样，因为上帝创造黑人来为人服务。“但假设上帝就是黑人呢？”，我回答。“我们都认为黑人低劣，如果我们所有人到了天堂，抬头瞻仰高高在上的上帝，发现他不是白人，该怎么办的？我们该作何反应？”下面鸦雀无声。——罗伯特•肯尼迪，《展望杂志》

### 美国犹太人社区与民权运动

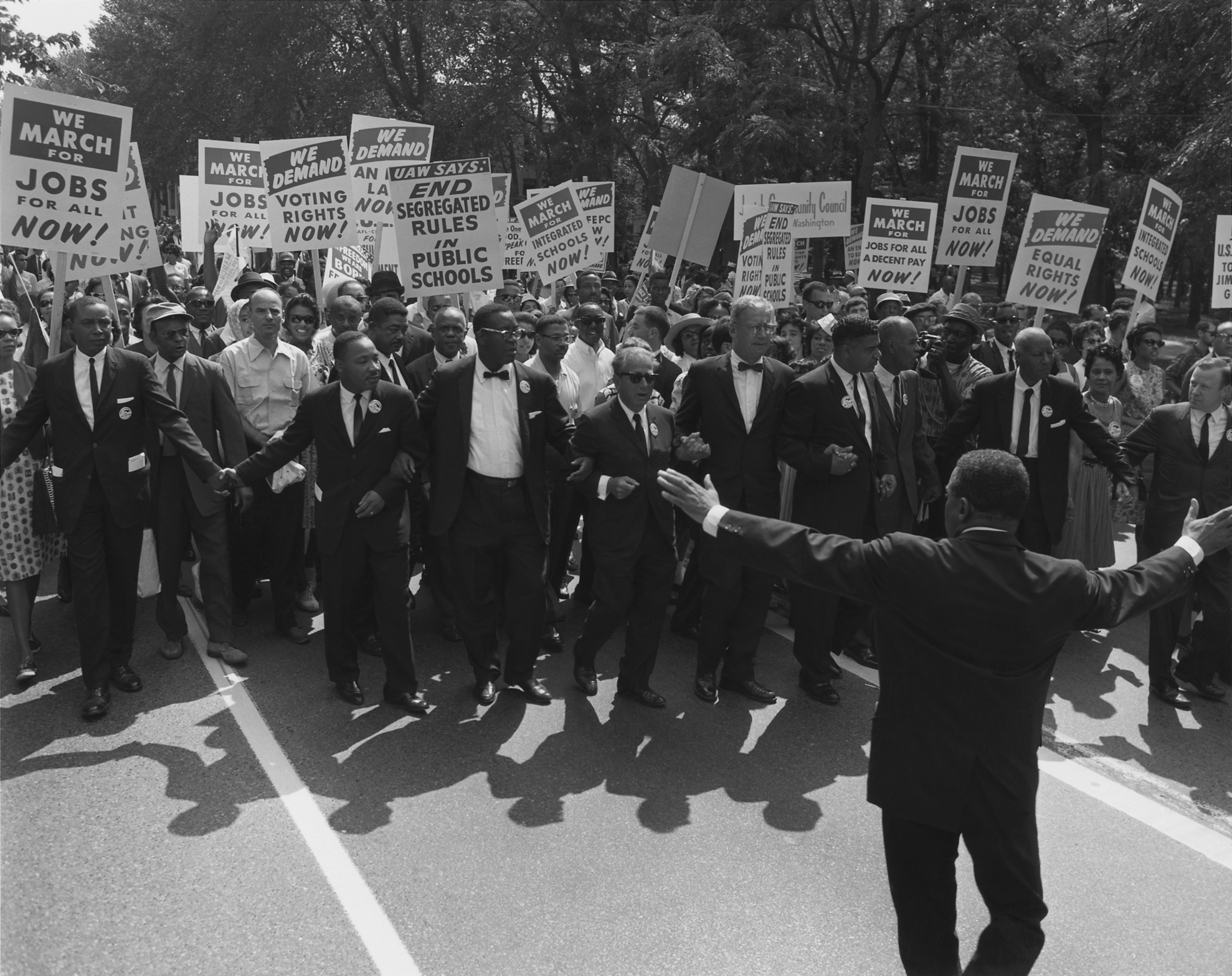
犹太民权积极分子小约瑟夫·L·劳与马丁·路德·金一道游行，1963年。

犹太社区很多人都支持民权运动。事实上，据统计犹太人是参与民权运动最积极的非黑人群体。在民权运动的年代，许多犹太学生和非裔美国人一起为种族平等大会、南方基督教领袖大会和学生非暴力协调委员会工作，有的是全职，有的是暑期志愿者。在1964年的密西西比自由之夏运动中，犹太人大约占所有北方白人志愿者的50%，而在20世纪60年代，活跃在南方的民权运动律师将近半数都是犹太人。
1964年6月，佛罗里达州圣奥古斯丁市，犹太人领袖在接听马丁·路德·金的电话时被捕，就在这座城市的蒙森汽车旅馆发生了美国历史上最大的一次逮捕拉比行动。后来蒙森汽车旅馆成为了重要的民权运动标志性建筑，但是在2003年为了建一家希尔顿酒店，蒙森汽车旅馆被拆除。身为一位作家，一名拉比和美国犹太神学院神学教授的亚伯拉罕·约书亚·赫舍尔对民权问题直言不讳。在1965年塞尔玛游行中，他和金臂挽臂走在游行队伍里。在1964年的密西西比在燃烧凶杀案中，被杀害的两名白人民权活动家安德鲁·古德曼和迈克尔·施韦尔纳都是犹太人。
世界上唯一一所由犹太人发起的无宗派大学——布兰迪斯大学在1968年创立了过渡年计划，部分原因是控诉马丁·路德·金被暗杀。过渡年计划是为了更新学校对社会公平所承担的责任。致力于卓越学术的布兰迪斯大学通过这个计划为贫困或社会地位低下的学生创造了一个参与到认证教育中的机会。
计划一开始招收了20名黑人男学生。随着计划的发展，有两种学生从中受益。第一种学生所接受的中学教育或者所生活的社区资源匮乏不能够为他们成功进入像布兰迪斯大学这样的精英学院做充分准备。比如说，他们的学校不提供大学先修课程、优等生课程或者高质量的实验室经历。被选拔出来的学生必须在他们学校所提供的课程中表现优异。
第二种学生所生活的环境困难重重，他们必须全力以赴而无法把精力用在学习上。一些人是家里的顶梁柱，另一些人在做全职工作的同时还坚持进入全日制高中学习，还有一些人在其他方面显示出领导才能。
美国犹太人委员会（The American Jewish Committee），美国犹太人大会（American Jewish Congress）和反诽谤联盟（Anti-Defamation League）都积极促进公民权利。
虽然在南方犹太人非常积极地参与民权运动，但是在北方很多犹太人与黑人的关系都很紧张。北方很多社区经历了白人逃亡、种族暴乱和城市衰败，而在被破坏最严重的社区里犹太裔美国人总是坚守到最后。随着黑人武装和黑人权力运动的兴起，黑人反犹太主义也渐渐抬头，导致了北方社区里黑人和犹太人关系日趋紧张。在纽约市，来自不同社会经济阶层的犹太人对美国黑人的看法截然不同。出身于受到良好教育的上层中产阶级家庭的犹太人非常支持非裔美国人民权运动，而逐渐成为少数种族的来自较贫困城市社区的犹太人通常并不支持民权运动，一部分原因是他们和黑人之间的负面暴力冲突越来越多。

### 同盟内部摩擦
1964年金获得了诺贝尔和平奖，这是他人生的巅峰。之后他的事业充满了令人沮丧的挑战。促进《1964年民权法案》和1965年《投票权法案》通过的自由联盟开始衰落。
金和约翰逊政府更加疏远。1965年金与约翰逊政府决裂，呼吁和平谈判并要求停止轰炸越南。在以后的几年里，谈到对经济公平和美国社会彻底变革的需求时，金的观点越来越左。除了通过运动获得的民权平等之外，金认为社会需要变革。
金试图扩大民权运动范围的努力举步维艰，很多都失败落空。1965年金将运动拓展到北方试图解决就业和住房歧视问题。芝加哥市长理查德•J•戴利通过承诺要“研究”城市的问题将南方基督教领袖大会边缘化，因此南方基督教领袖大会在芝加哥的运动也失败了。1966年，白人示威者手持“白人力量”的标语牌在臭名昭著的种族主义地区西塞罗游行反抗住房隔离时，遭到石块袭击。

### 种族骚乱，1963–70年
第二次世界大战结束后，一半以上的美国黑人居住在北部和西部的工业城市，而不是南方的农村地区。迁徙到这些地区的黑人是为了得到更好的工作机会，更优质的教育，和逃离种族隔离法律，但是他们通常会发现在这些地区虽然法律上废除了种族隔离但是事实上依然存在。
尽管在20世纪20年代以后，三K党不再猖獗，但到了60年代北部城市又出现了其他的问题。从20世纪50年代开始，限制工业化和主要工业的重组，包括铁路和肉类加工业，钢铁产业和汽车工业，导致工薪阶层的工作大量减少，而这些产业曾是中产阶级收入的主要来源。黑人是最后一波迈入工业时代就业市场的人，恰逢工业的衰败，他们因而蒙受损失。同时，二战以后，投资高速公路和私人开发郊区吸引了很多白人离开城市移居到郊区崭新的房屋中去。没有跟随中产阶级离开城市的黑人集中在市内的老房屋中，在大多数主要城市这些人都是最贫穷的人。
由于在郊区产生了新服务领域的工作和兴起了部分经济，许多黑人社区的失业率比白人社区的失业率高很多，犯罪活动经常发生。美国黑人在他们所生活的地方很少拥有商店或者企业。许多黑人从事的工作仅限于佣工或蓝领工作，虽然工会组织在20世纪30年代和40年代曾为一些人开创了良好的工作环境。通常情况下，非裔美国人挣的钱仅仅能够让他们住在个人的破旧老房里或者维护不善的公共住房里。他们通常在城市里最差的学校上学，这些学校里的白人学生人数比二战之前几十年大为减少。
大多数大城市的警察部门主要由白人（特别是爱尔兰人）构成，这是加剧种族关系紧张的一个主要因素。甚至在哈莱姆这样的黑人社区里，黑人警察与白人警察的比例只有1:6。而在主要人口为黑人的新泽西州纽瓦克市，全市1322名警察中只有145名黑人警察。北部城市的警力主要由白人组成，他们是19世纪的移民——主要是爱尔兰人、意大利人和东欧军官——的后代。他们已经在警察部门和城市地区建立了自己的权力基础。一些白人警察经常会有意或无意骚扰黑人。

#### 1964年哈莱姆骚乱
1964年夏天，第一次大规模种族暴动骚乱在纽约哈莱姆区爆发了。一名爱尔兰裔白人警察托马斯·吉利根射击了一名15岁的黑人男孩詹姆斯·鲍威尔，据称当时詹姆斯·鲍威尔被控持刀。之后发现詹姆斯·鲍威尔并未持刀。一群黑人市民要求吉利根停职。1964年7月17日，即鲍威尔死后第一天，上百名年轻人在第67街警察局门前和平游行示威。
然而警察局没有暂停吉利根的职务。虽然这一选区提拔了纽约市警察局第一位黑人指挥官，但是社区的民众仍然对种族不平等愤愤不平。他们抢劫并烧掉了这一社区里所有不属于黑人的东西。紧接着贝德福德·史蒂文森（Bedford-Stuyvesant）——布鲁克林的一个主要黑人社区也发生了骚乱。同年夏天，因为类似的原因，费城也发生了骚乱。
在1964年7月的哈莱姆骚乱发生后，联邦政府启动资金發起了一个名为“提升计划”（Project Uplift）的试行项目。在1965年夏天，政府为哈莱姆的上千名年轻人提供了工作集会。这项计划是在受到了哈莱姆青年机会无限（Harlem Youth Opportunities Unlimited）的一项名为《贫民窟里的年轻人》（Youth in the Ghetto）的报告的启发下提出的。哈莱姆青年机会无限在执行这项计划中担当重任，参与这项计划的还有全国城市联盟（National Urban League）和近100个较小的社区组织。然而对很多年轻黑人来说，一份可以糊口的固定工作依然遥不可及。

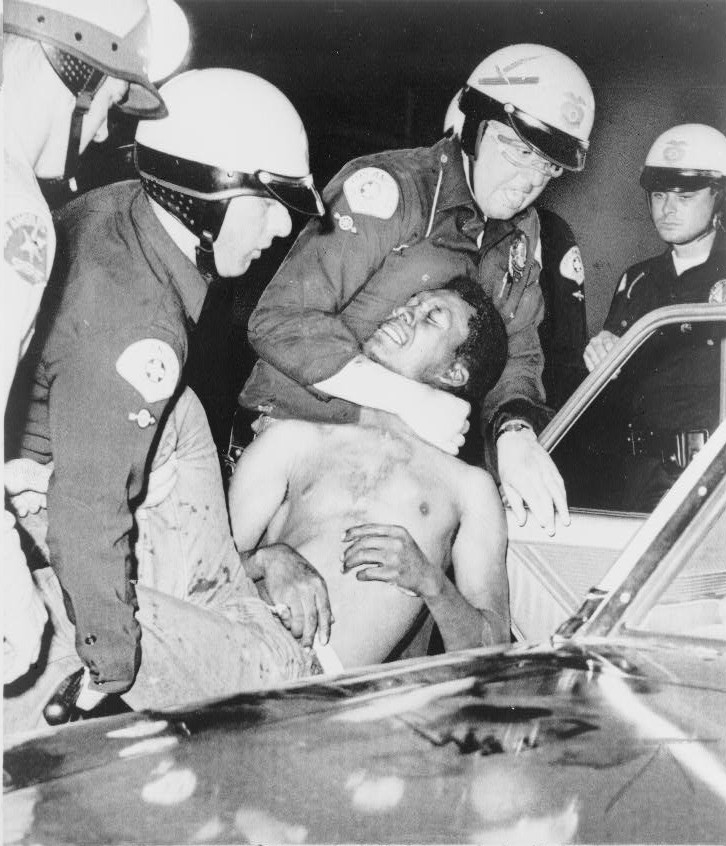
1965年8月瓦茨骚乱中警方搜捕人群

#### 瓦茨骚乱(1965年)
1965年，林登·约翰逊总统签署了《投票权法案》，但是这一法案并没有立即改善黑人的生活条件。在投票权法案成为正式的法律几天之后，洛杉矶中南部的瓦茨附近爆发了动乱。像哈莱姆一样，瓦茨是一个失业率很高的贫困地区。主要由白人组成的警察局——有侮辱黑人的不光彩历史——监管着瓦茨地区。
在逮捕一名酒驾的年轻人时，警方与犯罪嫌疑人的母亲在围观者面前争吵起来。这一争吵引发了为期六天的暴动，造成了巨大的人员伤亡和财产损失：34人被杀死，价值3000万美元的财产被破坏。在美国历史上，瓦茨暴动是损失最为惨重的暴动之一。
随着黑人武装的日渐壮大，贫民窟的居民们开始朝警方发泄愤怒。黑人对警方虐打犯人事件的厌恶情绪日益严重，逐渐转化成暴力事件。一些年轻人加入“黑豹党”等组织，“黑豹党”广受欢迎的部分原因是他们敢于和警方对峙。1966年到1967年的黑人暴动发生在亚特兰大、旧金山、奥克兰、巴尔的摩、西雅图、塔科马、克利夫兰、辛辛那提、哥伦布、纽瓦克、芝加哥、纽约市（特别是在布鲁克林、哈莱姆、布朗克斯区）等城市，而最严重的是在底特律。

#### 1967年底特律骚乱
在底特律，一小部分黑人中产阶级开始从在汽车行业工会工作的黑人工人中发展起来；这些人依然在对抗危险的工作环境和种族主义行为，担心全美汽车工人联合会采纳官僚的无效的申诉程序。直到20世纪60年代，白人暴徒还在强制实施住房隔离；一旦得知新来的住户是黑人，白人暴徒就会聚在这家附近，砸窗户，放火，甚至对新邻居进行人身攻击。而那些仍然处于社会底层的黑人们住在恶劣的环境中，遭受和瓦茨、哈莱姆黑人同样的困扰。
在1967年炎热的夏天，白人警察查封了一间非法酒吧，逮捕了一大批老顾客，怒不可遏的居民们爆发了。黑人们打砸抢掠持续了5天，国民警卫队和联邦军队的坦克上街巡逻维护治安。居民指责警察在没有确定他们是否携带武器的情况下就开枪射击黑人。五天以后，41人被打死，上百人受伤，上千人流离失所，财产损失高达4000到4500万美元。
州和地方政府为应对这次骚乱，大量招收少数种族员工。1968年5月市长卡瓦诺（Mayor Cavanaugh）在警察招募和聘用中任命了一个特别工作组。到了1972年7月，底特律黑人警察数量占到了14%，比1967年的2倍还要多。而密歇根州政府则确保非白人就业率增加21%。这次骚乱过后，大底特律商会（Greater Detroit Board of Commerce）发起了为一万名“先前无业”人员（主要是黑人）寻找工作机会的运动。
骚乱爆发之前，底特律市没有出台法令终止住房隔离，实际上整个密歇根州都没有制定相关法令。骚乱爆发后，州长乔治•罗姆尼马上召开了一次密歇根州立法机构特别会议，在会议上他提出了包括公平租赁和“重要的拆迁、租户的权力和法规实施立法”等住房议案。1965年罗姆尼曾支持这些法案，但是在面对有组织的反抗时，他放弃了。虽然1967年白人保守主义抵抗依然强硬，但是这次罗姆尼没有退却，而是在1968年的立法机构例会上再次提出了住房法律。
罗姆尼州长公开警告，如果住房措施不能通过，“政府就加大聘用革命造反者的力度”。最终住房法律在立法两院得以通过。《密歇根州历史回顾》（The Michigan Historical Review）中写道：“于1968年11月15日生效的《密歇根州公平住房法》比联邦公平住房法更加严厉……也比所有其他州已有的公平住房法更严厉。20世纪60年代密歇根爆发了最严重的种族骚乱，也制定并实施了最严厉的公平住房法律，这大概不只是巧合。”
从20世纪50年代开始，底特律逐渐衰落，人口流失将近10%。有人认为——包括市长科尔曼•杨（Coleman Young）——底特律骚乱是促进“白人逃亡”的主要原因，（“白人逃亡”是指白人从内城迁出到郊区居住。）相反，城市事务专家很大程度上将其归咎于最高法院反对全国有色人种协进会控诉学校种族隔离的裁决——1974年米利肯诉布拉德利案——导致郊区学校成为白人避难所。最高法院法官威廉姆•道格拉斯在反对意见书中写道：米利肯案的裁决令“维系……黑人贫民窟”的“限制条款”永存。(20世纪50年代底特律市流失了12.8%的白人，60年代这一比例增加到15.2%，而到70年代达到了21.2%。)

#### 1967年全美骚乱
除底特律外，全美有超过100个城市在1967年经历了骚乱，其中包括纽瓦克、辛辛那提、克利夫兰和华盛顿特区。这一年，约翰逊总统建立了全美咨询委员会（National Advisory Commission）来处理内乱。国家咨询委员会的最终报告建议进行大规模就业改革并为黑人社区提供公共援助，还警告说美国正朝黑白两个隔离的社会发展。

#### 金骚乱(1968年)
1968年4月，马丁·路德·金博士在田纳西州孟菲斯遇刺后，全国很多城市民众出于沮丧和绝望的情绪爆发了骚乱。这些城市包括克利夫兰、巴尔的摩、华盛顿特区、哥伦比亚、芝加哥、纽约市、肯塔基州路易斯维尔。跟先前的骚乱一样，破坏主要发生在黑人社区。有一些地区用了超过25年的时间才从骚乱中恢复；而其他地区几乎没有一点起色。
平权法案的实施使每个大城市的黑人警察数量增加。今天在巴尔的摩、华盛顿、新奥尔良、亚特兰大、纽瓦克和底特律等城市，黑人在警察部门占据多数。民权法减少了就业歧视。
20世纪60年代后期，导致频繁骚乱的起因已经减少了，但是还有问题尚未解决。20世纪50年代后期随着工业和经济结构调整，老工业城市里成千上万的工作机会消失了。一些人迁居到南方，那里有很多新工作，还有一些人移居国外。1980年迈阿密发生骚乱，1992年洛杉矶发生骚乱，2001年辛辛那提发生骚乱。

### 黑人权利，1966年
在1964年自由之夏运动期间，民权运动内部的许多问题暴露出来。学生非暴力协调委员会的许多黑人都担心来自北方的白人活动家会接手掌控民权运动。学生非暴力协调委员会的大量白人学生并没有使学生非暴力协调委员会遭受的暴力抵抗减少，反而加剧了这种情况。此外，当林登·约翰逊总统否认密西西比州自由民主党投票的地位时，黑人民众的幻想破灭了。同时，种族平等大会在路易斯安那州开展民权工作时，发现联邦政府将关于执行《1964年民权法案》的请求和保护抵抗种族隔离活动家人身安全的请求置之不理。路易斯安那州的运动要进行下去不得不依赖当地的一个非裔美国人自卫队——这个名为“防卫和正义之师”（Deacons for Defense and Justice）的自卫队使用武器反抗白人至上主义者的暴力和警察的压迫。种族平等大会和“防卫和正义之师”的联合抵抗在路易斯安那州的很多地方都卓有成效。
1965年，学生非暴力协调委员会在阿拉巴马州三K党核心地区协助建立了一个独立政党——朗兹县自由组织（Lowndes County Freedom Organization），并允许该组织的黑人领袖公开推行武装自卫。同时，“防卫和正义之师”扩张到密西西比州，并成功帮助由查尔斯·埃弗斯领导的密西西比州全国有色人种协进会在纳奇兹开展运动。同年，洛杉矶发生了瓦茨骚乱（Watts Rebellion），大部分美国黑人青年似乎都热衷使用暴力来反抗种族不平等和压迫。
在1966年的“向恐惧进军”（March Against Fear）中，学生非暴力协调委员会和种族平等大会完全接受了“黑人权力”这一口号，这表明运动朝着战斗和自主的趋势发展。在密西西比，斯托克利·卡迈克尔（Stokely Carmichael）声明“我不会乞求白人给予任何我应得的东西，我要自己去拿。我们需要权力。”
参与黑人权力运动的一些人的黑人自豪感和认同感开始增强。随着不断增长的文化认同意识，许多黑人要求白人不再将他们称作“黑鬼”（Negroes），而称为“非裔美国人”（Afro-Americans）。直到20世纪60年代，黑人们都穿着与白人类似的服装，还拉直头发。但是为了保持独特性，黑人们从那时开始穿宽松合身颜色花哨的褂子，而且任头发长成自然的圆蓬状（a natural afro）。圆蓬式发型“afro”，昵称是“fro”，直到20世纪70年代依然是一种流行的黑人发型。
但让“黑人权力”广为人知的是由休伊·牛顿（Huey Newton）和博比·西尔（Bobby Seale）于1966年在加利福尼亚州奥克兰建立的黑豹党。这一组织继承了伊斯兰民族组织前成员马尔科姆·X的意识形态——利用“任何必要的”手段阻止不平等。他们试图摆脱非裔美国人社区的警察暴行，他们还制定了一个“十点计划”。
黑豹党要求成员穿戴黑色皮夹克，贝雷帽，休闲裤，淡蓝色的衬衫。他们的发型都是圆蓬式发型。黑豹党最令人难忘的举动是：开展免费早餐项目，把警察叫做“猪”，挥着猎枪和凸起的拳头，以及经常高喊“权力属于人民”。
在监狱高墙内，“黑人权力”运动也发展起来。1966年，乔治·杰克逊在加利佛尼亚州圣昆廷监狱组建黑人游击队。这一组织的目标是推翻白人政府和监狱体制。1970年，当一名从监狱塔上开枪射死三名黑人囚犯的白人看守被判无罪，黑人游击队杀死了一名白人看守予以回击。
与“黑人权力”有关的众多流行文化表现形式在这一时期涌现。詹姆斯·布朗在1968年8月发行的《大声说“我是黑人，我为此骄傲”》高居《公告牌》年终榜节奏蓝调单曲冠军位置。1968年10月，在夏季奥运会上托米·史密斯和约翰·卡洛斯分别被授予金牌和铜牌，在颁奖仪式上，他们戴着人权徽章，并举起戴着黑色手套的拳头向“黑色权力”致敬。
马丁·路德·金并不赞成“黑色权力”这一口号，对于他来说，“黑色权力”是黑人優越主义。1968年金被暗杀时，斯托克利·卡迈克尔说，白人杀死了唯一一个可以阻止猖獗暴乱的人，黑人们将把每个大城市烧成灰烬。

## 监狱改革

### 盖茨诉科利尔案

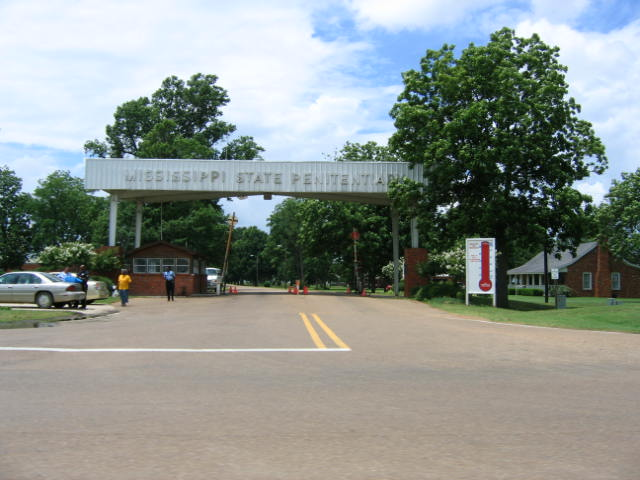
密西西比州立监狱

在民权活动家被关押进位于帕尔希曼的密西西比州监狱（也被称为帕尔希曼农场）后，这个监狱的条件就成了民权运动公开讨论的话题。密西西比州监狱采用模范囚犯制度，这是一种囚犯等级秩序，用一些犯人来控制和惩罚其余犯人。1961年春季，自由乘车者来到南方挑战公共场所实行的种族隔离制度。1963年6月，自由乘车者在密西西比杰克逊被判有罪。其中很多人被关在密西西比州监狱。
1970年民权律师罗伊·哈伯开始采集囚犯的口供。他收集的密西西比州监狱1969年到1971年间虐囚详情供述长达50页，包括谋杀、强奸、打骂等其他暴行。具有里程碑意义的盖茨诉科利尔案（1972）是4名密西西比州监狱囚犯以罗伊·哈伯为代理律师起诉密西西比州监狱主管，因为他侵犯了美国宪法赋予他们的权利。
联邦法官威廉姆·C·基迪为了帮助囚犯，写道帕尔希曼农场对囚犯实施严酷惩罚，违反了囚犯的公民权利。他下令立即停止一切违反宪法的情况和做法。囚犯种族隔离被废除。赋予一部分囚犯管理特权的模范囚犯制度也被废除了。
在法官基迪作出严厉的裁决后，1972年密西西比州监狱进行了改革；法官基迪写道密西西比州监狱侮辱了“体面的现代化标准”。监狱的住宿条件变得适宜人类居住。“模范囚犯”制度被废除了。（监狱里的一些无期徒刑犯配有步枪以监督其他囚犯，这种做法导致了很多虐囚事件和谋杀。）
在北部和西部各州的综合性监狱里，黑人犯人占总犯人的比例超过了黑人在总人口中的比例。他们通常被狱警当作二等公民。黑人死刑犯的比例也很高。埃尔德里奇·克利弗的《冰上灵魂》是根据他在加州监狱的经历创作的；这本书是促成黑人武装的一个因素。

## 冷战
美国联邦政府在这些年的作为甚至到今日，都有国际背景。美国有必要在欧洲保持道德形象，并对第三世界的人民作出好表现。
在《冷战民权：种族和美国民主形象》中，历史学家瑪麗·L·杜吉德恰克写道共产党批评美国虚伪，指责它把自己树立成“自由世界的领袖”，而国内许多公民都遭受残酷的歧视和暴力。她辩论道这是政府支持民权立法的主要动力。直至今日與美國敵對的國家對美國都有類似的指責。

## 更多阅读
- Abel, Elizabeth. Signs of the Times: The Visual Politics of Jim Crow （页面存档备份，存于）. Berkeley: University of California Press, 2010.
- Arsenault, Raymond. Freedom Riders: 1961 and the Struggle for Racial Justice（页面存档备份，存于）. New York: Oxford University Press, 2006. ISBN 978-0-19-513674-6
- Barnes, Catherine A. Journey from Jim Crow: The Desegregation of Southern Transit, Columbia University Press, 1983.
- Berger, Martin A. Seeing through Race: A Reinterpretation of Civil Rights Photography （页面存档备份，存于）. Berkeley: University of California Press, 2011.
- Beito, David T. and Beito, Linda Royster, Black Maverick: T.R.M. Howard's Fight for Civil Rights and Economic Power（页面存档备份，存于）, University of Illinois Press, 2009. ISBN 978-0-252-03420-6
- Branch, Taylor. At Canaan's Edge: America In the King Years, 1965–1968. New York: Simon & Schuster, 2006. ISBN 978-0-684-85712-1
- Branch, Taylor. Parting the waters : America in the King years, 1954–1963. New York: Simon & Schuster, 1988. ISBN 978-0-671-46097-6
- Branch, Taylor. Pillar of fire : America in the King years, 1963–1965.: Simon & Schuster, 1998. ISBN 978-0-684-80819-2
- Breitman, George. The Assassination of Malcolm X. New York: Pathfinder Press. 1976.
- Carson, Clayborne. In Struggle: SNCC and the Black Awakening of the 1960s. Cambridge, MA: Harvard University Press. 1980. ISBN 978-0-374-52356-5.
- Carson, Clayborne; Garrow, David J.; Kovach, Bill; Polsgrove, Carol, eds. Reporting Civil Rights: American Journalism 1941–1963 and Reporting Civil Rights: American Journalism 1963–1973. New York: Library of America, 2003. ISBN 978-1-931082-28-0 and ISBN 978-1-931082-29-7.
- Chandra, Siddharth and Angela Williams-Foster. "The 'Revolution of Rising Expectations,' Relative Deprivation, and the Urban Social Disorders of the 1960s: Evidence from State-Level Data." Social Science History, 29(2):299–332, 2005.
- Dann, Jim. Challenging the Mississippi Firebombers, Memories of Mississippi 1964-65. Baraka Books 2013. ISBN 978-1-926824-87-1
- Fairclough, Adam. To Redeem the Soul of America: The Southern Christian Leadership Conference & Martin Luther King. The University of Georgia Press, 1987.
- Foner, Eric and Joshua Brown, Forever Free: The Story of Emancipation and Reconstruction（页面存档备份，存于）. Alfred A. Knopf: New York, 2005. p. 225–238. ISBN 978-0-375-70274-7
- Garrow, David J. Bearing the Cross: Martin Luther King and the Southern Christian Leadership Conference. 800 pages. New York: William Morrow, 1986. ISBN 978-0-688-04794-8.
- Garrow, David J. The FBI and Martin Luther King. New York: W.W. Norton. 1981. Viking Press Reprint edition. 1983. ISBN 978-0-14-006486-5. Yale University Press; Revised and Expanded edition. 2006. ISBN 978-0-300-08731-4.
- Greene, Christina. Our Separate Ways: Women and the Black Freedom Movement in Durham. North Carolina. Chapel Hill: University of North Carolina Press, 2005.
- Holsaert, Faith (and 5 others) Hands on the Freedom Plow Personal Accounts by Women in SNCC（页面存档备份，存于）. University of Illinois Press, 2010. ISBN 978-0-252-03557-9.
- Horne, Gerald. The Fire This Time: The Watts Uprising and the 1960s. Charlottesville: University Press of Virginia. 1995. Da Capo Press; 1st Da Capo Press ed edition. October 1, 1997. ISBN 978-0-306-80792-3
- Kirk, John A. Martin Luther King, Jr.. London: Longman, 2005. ISBN 978-0-582-41431-0
- Kirk, John A. Redefining the Color Line: Black Activism in Little Rock, Arkansas, 1940–1970. Gainesville: University of Florida Press, 2002. ISBN 978-0-8130-2496-7
- Kousser, J. Morgan, "The Supreme Court And The Undoing of the Second Reconstruction," National Forum, (Spring 2000).（页面存档备份，存于）
- Kryn, Randy. "James L. Bevel, The Strategist of the 1960s Civil Rights Movement", 1984 paper with 1988 addendum, printed in "We Shall Overcome, Volume II" edited by David Garrow, New York: Carlson Publishing Co., 1989.
- Malcolm X (with the assistance of Alex Haley). The Autobiography of Malcolm X. New York: Random House, 1965. Paperback ISBN 978-0-345-35068-8. Hardcover ISBN 978-0-345-37975-7.
- Marable, Manning. Race, Reform and Rebellion: The Second Reconstruction in Black America, 1945–1982. 249 pages. University Press of Mississippi, 1984. ISBN 978-0-87805-225-7.
- McAdam, Doug. Political Process and the Development of Black Insurgency, 1930–1970, Chicago: University of Chicago Press. 1982.
- McAdam, Doug, 'The US Civil Rights Movement: Power from Below and Above, 1945-70', in Adam Roberts and Timothy Garton Ash (eds.), Civil Resistance and Power Politics: The Experience of Non-violent Action from Gandhi to the Present. Oxford & New York: Oxford University Press, 2009. ISBN 978-0-19-955201-6.
- Minchin, Timothy J. Hiring the Black Worker: The Racial Integration of the Southern Textile Industry, 1960–1980（页面存档备份，存于）. University of North Carolina Press, 1999. ISBN 978-0-8078-2470-2.
- Morris, Aldon D. The Origins of the Civil Rights Movement: Black Communities Organizing for Change. New York: The Free Press, 1984. ISBN 978-0-02-922130-3
- Sokol, Jason. There Goes My Everything: White Southerners in the Age of Civil Rights, 1945–1975. New York: Knopf, 2006.
- Payne, Charles M. I've Got the Light of Freedom: The Organizing Tradition and the Mississippi Freedom Struggle （页面存档备份，存于）. Berkeley: University of California Press, 1995.
- Patterson, James T. Brown v. Board of Education, a Civil Rights Milestone and Its Troubled Legacy（页面存档备份，存于）. Oxford University Press, 2002. ISBN 978-0-19-515632-4
- Raiford, Leigh. Imprisoned in a Luminous Glare: Photography and the African American Freedom Struggle （页面存档备份，存于）. Chapel Hill: University of North Carolina Press, 2011.
- Ransby, Barbara. Ella Baker and the Black Freedom Movement, a Radical Democratic Vision. The University of North Carolina Press, 2003.
- Reeves, Richard. . New York: Simon & Schuster. 1993. ISBN 978-0-671-64879-4.
- Sitkoff, Howard. The Struggle for Black Equality (2nd ed. 2008)
- Tsesis, Alexander. We Shall Overcome: A History of Civil Rights and the Law（页面存档备份，存于）. New Haven: Yale University Press, 2008. ISBN 978-0-300-11837-7
- Williams, Juan. Eyes on the Prize: America's Civil Rights Years, 1954–1965. New York: Penguin Books, 1987. ISBN 978-0-14-009653-8
- Westheider, James Edward. "My Fear is for You": African Americans, Racism, and the Vietnam War. University of Cincinnati, 1993.
- Woodward, C. Vann. The Strange Career of Jim Crow. Third Revised Edition. 1955; Oxford University Press, 1974. ISBN 978-0-19-501805-9